# 豊永利行
豊永 利行（とよなが としゆき、1984年4月28日 - ）は、日本の声優、俳優、シンガーソングライター。スーパーエキセントリックシアター所属。東京都八王子市出身。既婚。
代表作に、「DRAGON QUEST -ダイの大冒険-」のポップ役、「B-PROJECT」の金城剛士役、「風が強く吹いている」の清瀬灰二役、「ユーリ!!! on ICE」の勝生勇利役、「デュラララ!!」の竜ヶ峰帝人役、「東京喰種トーキョーグール」の永近英良役などがある。

## 経歴
小学生の時にウルトラマンの舞台裏のような特番を見て「自分もヒーローになれるんだ！なりたい！」と思い役者を志す。
1995年、アルゴミュージカル『Sing for You, Sing for Me.』で子役としてデビュー。以降はテレビドラマ、舞台、映画と幅広く活動。
以前はニチエンプロダクションに所属していた。
2002年、『ヨコハマ買い出し紀行－Quiet Country Cafe－』タカヒロ役で声優デビュー。
東京都立代々木高等学校（現：東京都立世田谷泉高等学校）卒業。
2003年より3年間『ミュージカル・テニスの王子様』に出演。石橋裕輔・堀田勝らと共に初代一年トリオとして活躍した。
2003年『ミュージカル・テニスの王子様』に出演した時に「アニメもやりたい!!」と言って、オーディションのチャンスをもらい、声優として活動するようになる。
2010年7月、Webラジオ『素顔の少年』から生まれた声優・俳優ユニット「TH・IA（ディア）」を結成。2011年4月27日、CDデビュー。2012年8月4日、解散。
2013年9月、インディーズにて「豊永屋」として、ライブを中心とした音楽活動を開始する。
2014年6月、「池袋シネマチ祭」広報大使に就任。
2014年12月17日、アニプレックスよりメジャーデビューシングル「Reason...」をリリースした。
2015年10月25日、自身のブログにて一般女性との入籍を発表した。
2017年10月20日、セルフレーベル「T's MUSIC」を設立。
2018年、第12回声優アワード主演男優賞受賞。同年に公式ファンクラブ『豊永利行 楽（FUN）倶楽部』を設立。
2018年5月7日、自身のブログとFCメールマガジンにて2017年に女児が誕生していたことを発表した。

## 人物・エピソード
愛称は「とっしー」や「としくん」。趣味は、作曲・ギター・ゲーム。特技は、歌・ドラム・ダンス。
『drummania』の全国ランキング7位にランクしたことがある。また、お守りとしてドラムスティックをカバンに入れ持ち歩いている。好きなアーティストは槇原敬之。好きな映画はジャッキー・チェンの映画。
俳優の松山ケンイチとは高校の同級生。
座右の銘は「人は何故生きるのか？ その答えを探すために生きるのだ」。
一人っ子である。

## 出演
太字はメインキャラクター。

### テレビアニメ
2003年
- テニスの王子様（2003年 - 2024年、葵剣太郎） - 2シリーズ
- ふたつのスピカ（府中野新之介）

2004年
- Get Ride! アムドライバー（ジョイ・レオン）

2005年
- 地獄少女（2005年 - 2006年、仙太郎） - 2シリーズ
- 絶対少年（逢沢歩）

2006年
- 鍵姫物語 永久アリス輪舞曲（桐原有人）
- capeta（平勝平太〈中学時代〉）
- しにがみのバラッド。（市原カンタロウ）
- シュガシュガルーン（星細工師）
- 人造昆虫カブトボーグ V×V（ジョニー / 山田一郎）
- つよきす Cool×Sweet（対馬レオ）
- 僕等がいた（田町）
- 妖怪人間ベム（三上裕也）

2007年
- アイシールド21（細川一休）
- 家庭教師ヒットマンREBORN!（柿本千種、入江正一）
- ケンコー全裸系水泳部 ウミショー（沖浦要）
- Saint October（帝猟兵）
- Myself ; Yourself（芸人、アニメグリーン）
- Master of Epic The Animation Age（ニューター・男 他）

2008年
- かのこん（源たゆら）
- ポルフィの長い旅（ザイミス）
- メジャー（2008年 - 2010年、渋谷） - 2シリーズ
- 遊☆戯☆王デュエルモンスターズGX（空野大悟）
- ワールド・デストラクション 〜世界撲滅の六人〜（シン）

2009年
- クッキンアイドル アイ!マイ!まいん!（ADこばやし）
- フレッシュプリキュア!（2009年 - 2010年、御子柴健人）
- ライブオン カードライバー翔（大場ヒイト）

2010年
- デュラララ!!（2010年 - 2016年、竜ヶ峰帝人） - 4シリーズ

2011年
- お兄ちゃんのことなんかぜんぜん好きじゃないんだからねっ!!（高梨修輔）
- 機動戦士ガンダムAGE（2011年 - 2012年、フリット・アスノ）
- 君と僕。（2011年 - 2012年、松岡春） - 2シリーズ
- メタルファイト ベイブレード 4D（プルート）

2012年
- アイカツ!（2012年 - 2016年、涼川直人）
- 境界線上のホライゾンII（前田・利家）
- CØDE:BREAKER（天宝院遊騎）
- ココロコネクト（宇和千尋）
- 絶園のテンペスト（2012年 - 2013年、不破真広）
- ソードアート・オンライン（2012年 - 2020年、ケイタ） - 2シリーズ
- 超訳百人一首 うた恋い。（清原致信）

2013年
- 俺の脳内選択肢が、学園ラブコメを全力で邪魔している（甘草奏）
- カーニヴァル（夏切）
- GON -ゴン-（ガイゼル）
- サムライフラメンコ（2013年 - 2014年、緑川碧）
- メガネブ!（望月紘一）
- よんでますよ、アザゼルさん。Z（インキュバス）

2014年
- 神々の悪戯（戸塚尊）
- キャプテン・アース（バク）
- 東京喰種トーキョーグール（2014年 - 2018年、永近英良） - 3シリーズ
- 幕末Rock（藤堂平助）

2015年
- 赤髪の白雪姫（2015年 - 2016年、巳早） - 2シリーズ
- アルドノア・ゼロ（マズゥールカ） - 2025年に総集編『アルドノア・ゼロ（Re+）』劇場上映
- Classroom☆Crisis（北原コジロー）
- 純情ロマンチカ3（雫石涼）
- ダイヤのA -SECOND SEASON-（近藤大樹）

2016年
- 怪盗ジョーカー（ニセスペード）
- ころがし屋のプン（スズムシ）
- 少女たちは荒野を目指す（甲斐亜登夢）
- 侍霊演武:将星乱（周倉）
- DAYS（今帰仁翔）
- デジモンユニバース アプリモンスターズ（2016年 - 2017年、桂レイ）
- ナンバカ（九十九）
- ネトゲの嫁は女の子じゃないと思った?（西村英騎 / ルシアン、ピロシキ君）
- ハイキュー!! シリーズ（2016年 - 2020年、白布賢二郎） - 2シリーズ
- B-PROJECT シリーズ（2016年 - 2023年、金城剛士） - 3シリーズ
- プリンス・オブ・ストライド オルタナティブ（奥村楓）
- 文豪ストレイドッグス（2016年 - 2023年、谷崎潤一郎） - 5シリーズ
- ユーリ!!! on ICE（勝生勇利）

2017年
- A3!（有栖川誉）
- チェインクロニクル 〜ヘクセイタスの閃〜（カイン）
- MARGINAL#4 KISSから創造るBig Bang（牧島シャイ、泉亮）
- Spiritpact（司徒律）
- デュエル・マスターズ シリーズ（2017年 - 2022年、キラ、ヤッタレマン、“轟轟轟”ブランドB、ヤッタレロボ、ライマー・ナイト） - 6シリーズ
- おじゃる丸（みがわりオバケ）
- はじめてのギャル（坂本慎平、ネガジュンイチ）
- ゲーマーズ!（上原祐）
- TSUKIPRO THE ANIMATION（2017年 - 2021年、大原空、空） - 2シリーズ
- 将国のアルタイル（ヨハン・フレンツェン）

2018年
- バジリスク 〜桜花忍法帖〜（孔雀啄）
- 七つの大罪 戒めの復活（アーデン）
- 魔法少女 俺（御翔桃拾）
- キラッとプリ☆チャン（2018年 - 2021年、青葉ユヅル）
- Butlers〜千年百年物語〜（緋櫻春人）
- 美男高校地球防衛部HAPPY KISS!（臼井一）
- ピアノの森（2018年 - 2019年、平田光生） - 2シリーズ
- 千銃士（ベルガー）
- Free!-Dive to the Future-（椎名旭）
- 風が強く吹いている（2018年 - 2019年、清瀬灰二〈ハイジ〉）
- 俺が好きなのは妹だけど妹じゃない（店員）
- 蒼天の拳 REGENESIS（ヒムカ〈少年期〉/ 霞拳心〈少年期〉）
- 爆釣バーハンター（2018年 - 2019年、海堂ムゲン）
- パレットアイランド（ゴン）

2019年
- レイトン ミステリー探偵社 〜カトリーのナゾトキファイル〜（エリック）
- 臨死!!江古田ちゃん（マーくん）
- 真夜中のオカルト公務員（千草健二）
- 星合の空（曽我翅）
- アフリカのサラリーマン（ハワイガン）
- ACTORS -Songs Connection-（麻布汐）
- アイカツオンパレード!（涼川直人）

2020年
- GETUP! GETLIVE! ＃げらげら（町田瀬那）
- ドラゴンクエスト ダイの大冒険 (2020)（2020年 - 2022年、ポップ、人々）
- 池袋ウエストゲートパーク（長居林太郎）
- 100万の命の上に俺は立っている（2020年 - 2021年、鳥井啓太） - 2シリーズ

2021年
- アイ★チュウ（御剣晃）
- ワールドトリガー（ラタリコフ）
- 文豪ストレイドッグス わん!（谷崎潤一郎）
- 恋と呼ぶには気持ち悪い（天草亮）
- のりものまん モービルランドのカークン（ステイジー）
- サクガン（ユーリ）

2022年
- 群青のファンファーレ（宝生迅人）
- ブッチギレ!（藤堂平助）
- ラブオールプレー（岬省吾）
- 悪役令嬢なのでラスボスを飼ってみました（ウォルト・リザニス）
- ポプテピピック TVアニメーション作品第二シリーズ（ポプ子〈第5話Bパート〉）

2023年
- Buddy Daddies（来栖一騎）
- HIGH CARD（2023年 - 2024年、ティルト） - 2シリーズ
- 天国大魔境（コナ）
- Opus.COLORs（難波道臣）
- Paradox Live THE ANIMATION（矢戸乃上那由汰）
- 暴食のベルセルク（ノーザン・アレスタル）
- デュエル・マスターズ WIN 決闘学園編（2023年 - 2024年、ヤッタレマン）

2024年
- WIND BREAKER（2024年 - 2025年、桐生三輝） - 2シリーズ
- 新米オッサン冒険者、最強パーティに死ぬほど鍛えられて無敵になる。（ミゼット・エルドワーフ）
- 僕の妻は感情がない（小杉タクマ）
- ばいばい、アース（2024年 - 2025年、ベネット） - 2シリーズ
- 真夜中ぱんチ（TSUMA氏）
- メカウデ（ヒカル）

2025年
- 魔法つかいプリキュア!!〜MIRAI DAYS〜（アイル、アイル〈幼少〉）
- 名探偵コナン（塚田太郎）
- ユア・フォルマ（ファーマン）
- 薬屋のひとりごと（羅半）
- BEYBLADE X（九尾ヨウコ）
- まったく最近の探偵ときたら（野原しんのす）

2026年
- MAO（華紋）

### 劇場アニメ
2000年代
- 劇場版 テニスの王子様 跡部からの贈り物 君に捧げるテニプリ祭り（2005年、葵剣太郎）
- チョコレート・アンダーグラウンド（2009年、ハントリー・ハンター）

2010年代
- アイカツ!シリーズ（2014年 - 2016年、涼川直人） - 2作品
- Free!シリーズ（2015年 - 2019年、椎名旭） - 4作品
- 映画 聲の形（2016年、真柴智）
- 打ち上げ花火、下から見るか? 横から見るか?（2017年、和弘）
- Dance with Devils-Fortuna-（2017年、マリウス）
- 文豪ストレイドッグス DEAD APPLE（2018年、谷崎潤一郎）

2020年代
- 劇場版 美少女戦士セーラームーンEternal（2021年、ホークス・アイ） - 前編
- ベルサイユのばら（2025年、アンドレ・グランディエ）

### OVA
2000年代
- ヨコハマ買い出し紀行－Quiet Country Cafe－（2002年、タカヒロ）※声優デビュー作
- テニスの王子様 Original Video Animation 全国大会篇（2006年、葵剣太郎）
- 最終試験くじらProgressive（2008年、久遠寺睦〈16歳〉）
- かのこん 〜真夏の大謝肉祭〜（2009年、源たゆら）

2010年代
- グラール騎士団 Evoked THE Beginning White （2011年、ケンセイ）
- この男子、宇宙人と戦えます。（2011年、有川）
- CODE:BREAKER（2012年、天宝院遊騎）
- 最遊記外伝 特別篇 香花の章（2013年、鯉昇）
- 俺の脳内選択肢が、学園ラブコメを全力で邪魔している（2014年、甘草奏）
- BLB（2014年、江角司）
- デュラララ!!×2 承 外伝!? 第4.5話「私の心は鍋模様」（2015年、竜ヶ峰帝人）
- 文豪ストレイドッグス（2017年、谷崎潤一郎） - コミックス第13巻オリジナルアニメBD付き限定版
- はじめてのギャル（2017年、坂本慎平） - コミックス第5巻BD付き限定版

### Webアニメ
- 最終試験くじら（2007年、久遠寺睦）
- B: The Beginning（2018年 - 2021年、ブライアン・ブランドン[117]） - 2シリーズ
- アカペラ侍～ハモリ隊は江戸を救う～（2022年、赤平定信）
- トミカヒーローズ ジョブレイバー 特装合体ロボ（2022年、クリーンブレイバー トヨタ ダイナ 清掃車）
- Fate/Grand Order 藤丸立香はわからない（2023年、オベロン）
- 崩壊:スターレイル ショートアニメ（2024年、椒丘）

### ゲーム
1997年
- がんばれゴエモン〜ネオ桃山幕府のおどり〜
  - インパクト搭乗テーマ曲 「俺はインパクト!」（コーラス参加）

2003年
- テニスの王子様 Smash Hit!2（葵剣太郎）

2004年
- テニスの王子様 最強チームを結成せよ!（葵剣太郎）

2005年
- テニスの王子様 学園祭の王子様（葵剣太郎）

2006年
- テニスの王子様 ドキドキサバイバル（葵剣太郎）

2007年
- 家庭教師ヒットマンREBORN! フレイムランブル骸強襲（柿本千種）
- 家庭教師ヒットマンREBORN!DSフレイムランブル開炎リング争奪戦!（柿本千種）
- テニスの王子様 カードハンター（葵剣太郎）

2008年
- 家庭教師ヒットマンREBORN! バトルアリーナ（柿本千種）
- かのこん えすいー（源たゆら）
- Daylight-朝に光の冠を-（ネクト）

2009年
- 家庭教師ヒットマンREBORN! バトルアリーナ2 スピリットバースト（柿本千種、入江正一）
- 家庭教師ヒットマンREBORN!DS フレイムランブルX未来超爆発!!（柿本千種、入江正一）
- サンデーVSマガジン 集結!頂上大決戦

2010年
- テニスの王子様 もっと学園祭の王子様（葵剣太郎）
- デュラララ!! 3way standoff（竜ヶ峰帝人）

2011年
- SDガンダム GGENERATION（2011年 - 2019年、レイ・ハミルトン、ギー・ヘルムート、フリット・アスノ、マイキャラクター男性2〈GENESIS〉） - 4作品
- ガンダムトライエイジ（フリット・アスノ）
- テニスの王子様 ぎゅっと!ドキドキサバイバル 海と山のLove Passion（葵剣太郎）
- デュラララ!! 3way standoff -alley-（竜ヶ峰帝人）

2012年
- Custom Drive（東真璃斗）
- 機動戦士ガンダムAGE ユニバースアクセル / コズミックドライブ（フリット・アスノ）
- ココロコネクト ヨチランダム（宇和千尋）
- ソウルキャリバーV（シバ）
- 華アワセ 蛟編（金時花、阿波花）

2013年
- 英国探偵ミステリア（小林誠司）
- 神々の悪戯（戸塚尊）
- Caladrius（ケイ・パーシヴァル）
- 境界線上のホライゾン PORTABLE（前田・利家）
- コンセプションII 七星の導きとマズルの悪夢（主人公）
- 新・世界樹の迷宮 ミレニアムの少女（アーサー・チャールズ）

2014年
- Caladrius BLAZE（ケイ・パーシヴァル）
- 機動戦士ガンダム エクストリームバーサス マキシブースト（2014年 - 2016年、フリット・アスノ〈少年期〉） - 3作品
- 機動戦士ガンダム外伝 ミッシングリンク（ギー・ヘルムート）
- 帝國カレイド〜万華の革命〜（渡川景光）
- デュラララ!! 3way standoff -alley- V（竜ヶ峰帝人）
- 華アワセ 姫空木編（金時花、阿波花）
- MARGINAL#4 IDOL OF SUPERNOVA（牧島シャイ）
- マーメイド・ゴシック（ロキ＝ジルフォード）
- 私のホストちゃんS（紫苑）

2015年
- アイカツ! My No.1 Stage!（涼川直人）
- アイ★チュウ（御剣晃）
- キャプテン・アースMind Labyrinth（バク）
- SWEET CLOWN 〜午前三時のオカシな道化師〜（密原誠丞）
- 絶対迎撃ウォーズ（ラブロック）
- デュラララ!! Relay（竜ヶ峰帝人）
- 七つの大罪 ポケットの中の騎士団（アーデン）
- 初恋の歌（三浦健）
- 華アワセ 唐紅/うつつ編（金時花、阿波花）
- プリンス・オブ・ストライド（奥村楓）
- ブキガミ（アイガ、コウガ）
- POSSESSION MAGENTA（結城守）
- 夢色キャスト（橘蒼星）
- 夢王国と眠れる100人の王子様（アディエル、ハナレ、勝生勇利）
- 嫁コレ（竜ヶ峰帝人）

2016年
- アイカツ! フォトonステージ!!（涼川直人）
- 一血卍傑-ONLINE-（チョクボロン）
- 神々の悪戯 InFinite（戸塚尊）
- 少女たちは荒野を目指す（甲斐亜登夢）
- 消滅都市2（シズマ）
- データカードダス アプリモンスターズ（桂レイ）
- 電撃文庫 FIGHTING CLIMAX IGNITION（ルシアン）
- ドSに恋して 〜スイートルームで秘密の支配〜（吉良南）

2017年
- A3!（有栖川誉）
- 神撃のバハムート（勝生勇利）
- 茜さすセカイでキミと詠う（沖田総司）
- B-PROJECT 無敵*デンジャラス（金城剛士）
- イケメンヴァンパイア◆偉人たちと恋の誘惑（ヴォルフガング・アマデウス・モーツァルト）
- ガンダムバーサス（フリット・アスノ〈少年期〉）
- 契約結婚〜大統領と秘密の花嫁!?〜（赤音ロキ）
- グランブルーファンタジー（2017年 - 2024年、アーサー）

2018年
- キラッとプリ☆チャン（青葉ユヅル）
- ザンキゼロ（日暮ハルト）
- スターオーシャン:アナムネシス（ユーイン・ラクスター）
- 電撃文庫：CROSSING VOID（ルシアン） - 海外向けアプリゲーム
- DREAM!ing（針宮藤次）
- 機動戦士ガンダム エクストリームバーサス2（2018年 - 2025年、フリット・アスノ〈少年期〉） - 4作品
- エフェメラル -FANTASY ON DARK-（ナツメ）
- ピオフィオーレの晩鐘（オルロック）
- オンエア!（輝崎蛍）
- 桃源郷 AYAKASHI CHILDREN（徐福）

2019年
- ダンキラ!!! - Boys, be DANCING! -（影宮蛍）
- ファイアーエムブレム ヒーローズ（2019年 - 2025年、クロード、カシム）
- ファイアーエムブレム 風花雪月（クロード＝フォン＝リーガン）

2020年
- DAIROKU: AYAKASHIMORI（瀬見季継）
- エリオスライジングヒーローズ（鳳アキラ）
- ピオフィオーレの晩鐘 -Episodio1926-（オルロック）
- ドラゴンクエスト ダイの大冒険 クロスブレイド（ポップ）

2021年
- Re:ゼロから始める異世界生活 偽りの王選候補（ティーガ・ラウレオン）
- ルーンファクトリー5（アレス）
- ドラガリアロスト（イスハーク）
- Fate/Grand Order（2021年 - 2023年、オベロン）
- モンスターストライク（ポップ）
- クッキーラン: キングダム（ウィンドアーチャークッキー）
- B-PROJECT 流星*ファンタジア（金城剛士）
- ドラゴンクエスト ダイの大冒険 -魂の絆-（ポップ）
- 千銃士: Rhodoknight（ベルガー）

2022年
- 夢職人と忘れじの黒い妖精（スズカ）
- 聖剣伝説 ECHOES of MANA（ブランケット）
- ファイアーエムブレム無双 風花雪月（クロード＝フォン＝リーガン）
- ドラゴンクエストけしケシ!（ポップ）

2023年
- ファイアーエムブレム エンゲージ（クロード）
- ガーディアンテイルズ（ポップ）
- 機動戦士ガンダム アーセナルベース（フリット・アスノ）
- インフィニティ ストラッシュ ドラゴンクエスト ダイの大冒険（ポップ）

2024年
- 泡沫のユークロニア（大樹）
- 廻らぬ星のステラリウム（オリヴァー）
- 百英雄伝 (ユンマ）
- 崩壊:スターレイル（椒丘）
- リバースブルー×リバースエンド（煤墨）

2025年
- 餓狼伝説 City of the Wolves（ボックス・リーパー）
- ペルソナ5: The Phantom X（白鳥誠司）

### アプリ
- ボイスサプリ（ルカ）

### ドラマCD
- ACTORS - Drama Edition - [WEST]（麻布汐）
- 悪役令嬢ですが攻略対象の様子が異常すぎる（エリク・ハイム）
- ALIVE SOARA DramaCD vol.2 夏の光（大原空）
- 生け贄謳り（狸の団三郎）
- 池袋†BLood （高円寺夏樹）
- イケメン大奥ドラマCD第一巻 - 第四巻（火影）
- 義妹が勇者になりました。（ラルアーク） - ドラマCD付きアニメイト限定セット[188]
- Vie Durant*undo〜ensamble 「優しい雨」（馨）
- 英国探偵ミステリア（小林誠司） - アニメイト限定ドラマCD、いまじん限定ドラマCD
- お天気戦隊ハウウェザー シリーズ（ヒョウ）
  - お天気戦隊ハウウェザー
  - お天気戦隊ハウウェザー2 - 4
  - お天気戦隊ハウウェザー 〜お正月だよ!番組改編orz〜
  - お天気戦隊ハウウェザー（爆）
  - お天気戦隊ハウウェザー〜お天気チュー意報発令チュー!!〜
  - お天気戦隊ハウウェザー〜お正月！KT-2大作戦！〜
  - お天気戦隊ハウウェザー 〜時を駆けるヒーロー〜
- お兄ちゃんのことなんかぜんぜん好きじゃないんだからねっ!!シリーズ（高梨修輔） - ミニドラマCD、DVD第2巻・第4巻初回特典CD
- カーニヴァル リノル（夏切）
- CARNELIAN BLOOD シリーズ（染狩クレハ[189]）
  - 5-Vocal-Band "EROSION" 1st Single from CARNELIAN BLOOD[190]
    - Voice Drama "Dangerous Brothers"
    - ドラマCD「全員皿洗え」※SKiT Dolce・Rejet shop各巻購入特典
    - ドラマCD「早すぎた準備」※アニメイト各巻購入特典

  - 5-Vocal-Band "EROSION" 2nd Single from CARNELIAN BLOOD[190]
    - Voice Drama "Exciting School Life"
    - ドラマCD「休まらない休日」※SKiT Dolce・Rejet shop各巻購入特典
    - ドラマCD「楽器屋カオス」※アニメイト各巻購入特典

  - 5-Vocal-Band "EROSION" 3rd Single from CARNELIAN BLOOD[190]
    - Voice Drama "Happy School Festival"
    - ドラマCD「史上最悪のアクター」※SKiT Dolce・Rejet shop各巻購入特典
    - ドラマCD「みんなで仲良くお手伝い♡」※アニメイト各巻購入特典
- 鍵姫物語 永久アリス輪舞曲 ドラマCD「きらはの物語」（桐原有人）
- 家庭教師ヒットマンREBORN! シリーズ（柿本千種） - vsヴァリアー編 DVD第2巻・第8巻初回特典CD、未来編 DVD第5巻初回特典CD
- 機動戦士ガンダムAGEシリーズ（フリット・アスノ） - DVD Vol.2・4初回特典CD
- 君と僕。シリーズ （松岡春） - CD「バイバイ」期間生産限定盤、第1期DVD Vol.2 アニメイト初回特典CD・Vol.3 初回特典CD、CD「ずっと」期間生産限定アニメ盤、第2期DVD Vol.2 初回特典CD
- きみにしか聞こえない CALLING YOU（岡崎）
- Custom Driveシリーズ（東真璃斗） - アニメイト限定ドラマCD、ステラワーススペシャル限定ドラマCD、D3P WEB SHOP限定オリジナルドラマ
- GETUP! GETLIVE! Steam Rising（町田瀬那）
- ケンコー全裸系水泳部 ウミショー「ウミショー」放送部ラジオドラマコンクール entry.1 - 6（沖浦要）
- 恋情の檻、狂愛の鳥籠 side:A、side:B（朝倉一）
- コードギアス 亡国のアキトSound Episode1 第三話（フランシス）
- CØDE:BREAKER シリーズ（天宝院遊騎） - DVD Vol.1 初回特典CD、アニメイト全巻購入者特典
- Corpse†Heart 3rd Night クー（クー）
- ココロコネクト 春とデートと妹ごっこ（宇和千尋）
- この男子、宇宙人と戦えます。アニメイト特典ドラマCD「俺と僕と俺様の日常」（有川）
- 42ネ申 No.04 Musette & Luca〜Three of a Kind ゲームをしようよ〜（ルカ）
- 怪（しるまし）ピルグリム（ロキア） - コミック付属（巻数不明）
- 好きっていいなよ。ドラマCD第1 - 2弾（中西健志） - コミック第6巻・第7巻付属
- ドラマCD「ずっと一緒だよ」（武藤健太）
- 戦国IXA-絆-其ノ弐（中根正照）
- ダブルクロス〜トワイライト〜（ギヨーム・ド・ノートルダム）
- SOARA シリーズ（大原空）
  - 卒業 -旅立つ君に- SOARA DramaCD vol.1
  - ツキプロ×アニ店特急2017夏 全国版
- ディア♥ヴォーカリスト Drama CD Survival Wars #1 - 6（モモチ）
- DIG-ROCK（2021年-、交野響）
- デュラララ!! シリーズ（竜ヶ峰帝人） - DVD第2巻特典、3way standoff-alley-限定版特典、Blu-ray Disc BOX 特典CD
- Dollyholic case:06 Temari チョコレイト心中（ディセット[191]）
- ドラマCD『DREAM!ing』 〜ぶらり！冬の東京観光！〜（2021年、針宮藤次[192]）
- 夏目友人帳ドラマCD「夏目雜記帳 消えた屋台」（2008年、サワラギ） - LaLa2008年11月号付録CD
- ハイアップ!!（紫苑）[193]
- ハイガクラ〜吉里吉里舞〜（東王父）
- ハイ☆スピード! -Free! Starting Days- ドラマCD（椎名旭）
- 華Doll*（2020年‐、烏麻亜蝶）
- Paradox Live（矢戸乃上那由汰） [194]
- 春待つ僕らシリーズ（2017年 - 2019年、多田竜二） - コミックス第7巻・第9巻・第12巻ドラマCD付き特装版、デザート2017年7月号・2018年5月号・2019年8月号付録ドラマCD
- ハンサムロンダリング（小早志静雅）
- ファイアーエムブレム エクストラドラマCD 風花雪月 〜士官学校 探索奇譚〜（クロード[195]）
- FABULOUS NIGHT（皇麗夢[196]）
- プリンス・オブ・ストライド オーディオドラマシリーズ Be My Steady（奥村楓）
- VELVET UNDERWORLD Fragment story #0 “The Fool”、story #1 “The Wheel of Fortune”（ポーン）
- VELVET UNDERWORLD Fragment story #2 “The Death”（ポーン）
- ホテル・ヒルサイドベイ 第二章 - 第四章（鴻上礼智） - 3作品
- MARGINAL#4 シリーズ（牧島シャイ）
  - MARGINAL#4 ドラマCD 〜星降る夜の、スイートバレンタイン〜
  - MARGINAL#4 ドラマCD 〜星降る夜の、ハロウィンパーティー〜
  - MARGINAL#4 ドラマCD 〜星降る夜が、起こした4つの奇跡〜
  - MARGINAL#4 ドラマCD 〜星降る夜の、クリスマス〜
  - キミのハートにKISSを届けるCD IDOL OF STARLIGHT KISS Vol.3 シャイ&キラ
  - ピタゴラス スペクタクルツアー シアター Vol.1「西遊記」（沙悟浄（牧島シャイ））
- マイカレ2、マイカレスペシャル〜幼馴染み編〜（美作千尋）
- もののけマンション 206号枕返し（胡蝶[197]）
- やじきた学園道中記 小鉄と狭霧篇（各雲斎小鉄[198]）
- ゆびさきミルクティー（高槻亘）
- ヨコハマ買い出し紀行ドラマCD (3)（タカヒロ）
- Live us vol.1～vol.6（2021年、清矢 蒼[199]）
- らしんばんオリジナルドラマCD れノリ Act.1 - 3（万代律） - 3作品
- ルーンファクトリー3 スペシャル Dream Collection特典ドラマCD「主人公大集合！オールスタードラマCD」（アレス[200]）
- れすきゅーME!（水谷正行） - チャンピオンRED いちご29号付録CD
- ワケアリ四畳半（狗又悦斗）[201]

### BLCD
- FLESH & BLOOD 12（リカルド）
- BLB ミニドラマCD「おばけの話」（江角司）※コマネックスDVD『BLB』ステラワース特典CD
- マウリと竜（マウリ[202]）

### 朗読CD
- 「Reader Song」Vol.3・4

### ラジオドラマ
- 青春アドベンチャー（NHK-FM）
  - 翼はいつまでも（2002年、工藤）
  - 一瞬の風になれ（2007年、根岸）
  - ラジオの前で（2007年、DJ）
  - バスパニック（2008年、手塚けんいち）
  - 放課後はミステリーとともに（2011年、岡崎正志 / 土屋一彦）
  - 放課後はミステリーとともに「探偵部への挑戦状」（2014年、中園卓也）

### デジタルコミック
- ComicFesta 放課後、ラブホで、先生と。（斎藤晴臣）
- dTV あのコの、トリコ。（鈴木頼）
- マリッジグレー（2024年、槌岡直継[203]）

### 吹き替え

#### 映画
- スキップ・トレース（エズモンド〈ディラン・クォ〉[204]）
- スパイダーマン:ファー・フロム・ホーム（ブラッド〈レミー・ハイ〉[205]）
- トールキン 旅のはじまり（クリストファー・ワイズマン〈トム・グリン＝カーニー〉）
- ポリス・ストーリー REBORN（リスン〈ショウ・ルオ〉[206]）
- ライジング・ドラゴン（クリス）

#### ドラマ
- キャッスルロック（ウィリー〈ロリー・カルキン〉）
- ザ・ポリティシャン（ペイトン・ホバート〈ベン・プラット〉）
- THE 100/ハンドレッド シーズン4（イリアン〈チャイ・ハンセン〉）
- リーサル・ウェポン シーズン1 #4（マーカス〈デロン・ホートン〉）
- 私も花!（チョ・マル〈イ・ギグァン〉）

#### アニメ
- DCスーパーヒーロー・ガールズ（フラッシュ / バリー・アレン）
- 時光代理人 -LINK CLICK-（トキ / 程小時[207]）- 2シーズン[一覧 22]
- ライズ・オブ・ミュータント・タートルズ THE MOVIE（ミケランジェロ）

### ラジオ
※はインターネット配信。
- テニスの王子様 オン・ザ・レイディオ（2005年 - 2010年、文化放送）
- NHK FM シアター「太陽通り〜ゾンネンアレー〜」（2006年、NHK-FM）
- トッシー・ほったまの「ばかだなぁ〜♪って言われたい」（2007年 - 2012年、SET※）
- VELVET UNDER WORLD Web Radio VELVET-NETWORK（2009年 - 2010年、アニメイトTV※）
- テラGオファンタジー（2009年 - 2011年、アニメイトTV※）
- デュラララ!!ラジオ 略して デュララジ!!（2010年 - 2011年、2012年、アニメイトTV※）
- 素顔の少年（2010年 - 2011年、ZAKZAK※・2011年 - 2012年、oh-news・アニメイトTV※）
- ガンダムAGE×3（エイジ アゲ アゲ）ラジオ（2011年 - 2012年、アニメ公式サイト※）
- 豊永利行・内山昂輝の週刊サウンドウィング 〜音羽編集部〜（2012年 - 2014年、文化放送）
- プレwebラジオ 絶園のテンペスト（2012年、アニメイトTV※）
- 本チャンwebラジオ 絶園のテンペスト（2012年 - 2013年、アニメイトTV※）※動画配信
- B-GENERATION（2013年 - 2015年、SET※）
- 本チャンwebラジオ 絶園のテンペスト -Z-（2013年、アニメイトTV※）※動画配信
- コンセプションっつーラジオ〜俺のラジオを聴いてくれ！〜（2013年、ハラショー!!※）
- 神あそラジオ（2014年、アニメイトTV※・ニコニコ動画※）
- ラジオ『東京喰種トーキョーグール』-グルラジ-（2014年 - 2015年、音泉※）
- デュララジ!!×2（2014年 - 2016年、アニメ「デュラララ!!×2」公式サイト※）
- よ・み・き・か・せ（2014年 - 、TOKYO FM）
- 豊永屋電波通信（2014年、豊永屋公式サイト※）
- 神あそラジオ 再臨（2015年、アニメイトTV※・ニコニコ動画※）
- 新テニスの王子様 オン・ザ・レイディオ（2016年 - 、文化放送）
- 豊永利行 堀田勝 井上優のもっと⤴ばかだなって言われたい（2016年 - 、YouTube※）
- 豊永・南條の2人はラジオしないと思った?（2016年、ラジオ大阪・音泉※）
- ピタゴラスチャンネル#2（2016年、ニコニコチャンネル※）
- レコメン*アンビシャス（2016年 - 2017年、アニメ「B-PROJECT〜鼓動*アンビシャス〜」公式サイト※）
- 豊永利行の3チャンネル（2016年、ニコニコチャンネル※）※動画配信
- ユーリ!!! on RADIO（2016年、超!A&G+※）
- 文化放送モバイルplus presents 豊永利行の生放送！〜アコースティックカバーアルバム「T's」リリースSPECIAL（2017年、超!A&G+※）
- エブリスタ・マンガボックス presents 豊永・小松・三上の真夜中のラジオ文芸部（2018年 - 2020年、文化放送・YouTube※）[208]
- 風が強く吹いている 〜ラジオで走るの好きか?〜（2018年 - 2019年、音泉※）[209]
- 豊永利行・小野友樹の星海RADIO（2018年 - 2019年、超!A&G+※）[210]
- サクガン ラジオラビリンス（2021年 - 、超A&G+※）[211]
- 豊永利行き（2022年 - 、音泉※）

### ラジオCD
- テニスの王子様 オン・ザ・レイディオ MONTHLY 2005 JUNE
- VELVET UNDERWORLD DJCD 「VELVET-NETWORK RECORDS」α・β
- 未来編 Burn.1「リボラジ! 死ぬ気で初回特典! #1」（ゲスト） - 未来編 DVD第1巻初回特典CD
- 「デュラララ!!」DJCDシリーズ
  - 「デュララジ掲示板 観察日記」1 - 4枚目
  - 「デュララジ掲示板 観察日記 再うp」 1 - 3枚目
  - 「デュララジ!!×2 出張版DJCD全国盤」
  - 「デュララジ!!×2 掲示板 交換日記」1 - 3枚目
  - 「デュララジ!!×2 掲示板 デュララライブラリー」1 - 3枚目
- 君僕ラジオ。放課後ラプソディ 第1楽章（ゲスト）
- DVD 初回特典CD「ガンダムAGE×3（エイジ アゲ アゲ）ラジオ ADVANCE CD Vol.1 - 2」
- BD・DVD 完全生産限定版特典CD「本チャンwebラジオ出張版」
- ステラ☆ステーション vol.2（ゲスト）
- DJCD 神あそラジオ Vol.1 - 2・再臨
- DJCD ラジオ 東京喰種 トーキョーグール -グルラジ- 1 - 2
- DJCD よんでますよ、アザゼルさん。Z きいてますよ、アザゼルさん。Z 第2巻（ゲスト）
- 文豪ストレイラヂヲ Vol.1 - 2（ゲスト）
- 砂雪と夕夏のしょこめざらじお vol.1（ゲスト）
- 「豊永・南條の2人はラジオしないと思った?」シリーズ
  - ラジオCD「†はと†のCD」
  - ラジオCD「†トイレ†のCD」（ダブル）
  - ダウンロードカード「†レア†で†アレ†なDC」
- B-PROJECT〜鼓動*アンビシャス〜 DJCD レコメン*アンビシャス First・Second・Third
- 「ナンバカ」ラジオCD「南波刑務所 放送局」（ゲスト）

### ナレーション
- ドラゴン青年団 STAGE 0〜ファンタジーの世界への扉〜（MBS）
- スマホエクササイズ〜1日3分アベマ体操〜
- ぼくらはマンガで強くなった〜SPORTS×MANGA〜（2017年11月11日、NHK BS1）
- 朝ごはんの現場（総集編）（2017年12月31日、NHK総合）
- ひみつ×戦士 ファントミラージュ! （2019年4月、テレビ東京）
- ポリス×戦士 ラブパトリーナ!（2020年7月、テレビ東京） - ワルピョコの声も兼任[212]

### テレビ番組
※はインターネット配信。
- アニメ星人 ときめきレシピ（2012年10月 - 11月、チバテレビ）

### 映像商品
- 人狼バトル 〜人狼VS勇者〜
- 人狼バトル 〜人狼VS英雄〜
- 人狼バトル lies and the truth 〜人狼VS王子〜
- 人狼バトル lies and the truth 〜人狼VS侍〜
- ツキプロch. シーズン2 Vol.1、Vol.3 特装版
- ときめきレシピ チャレンジクッキング編 3 〜木村良平&豊永利行〜
- ときめきレシピ 執事レストランへようこそ 〜豊永利行&江口拓也〜
- 大ゆーたく祭2016in舞浜アンフィシアター 〜夏祭り&私立友拓学園DVD〜
- 下野紘のおもてなシーモ! 第6巻
- 下野紘のおもてなシーモ! 第7巻
- ～声優ゆるり旅～ 豊永利行の香港探訪 with ジャッキーちゃん

### 舞台
- アルゴミュージカル「Sing for You, Sing for Me.」（1995年） - ルソー 役 ※デビュー作
- 劇団四季ミュージカル「美女と野獣」（1995年 - 1997年） - チップ 役
- 松島トモコ ファミリーコンサート「サウンド オブ ミュージック」（1998年） - フリードリッヒ 役
- コマ劇場細川たかし新春公演「天下の一大事」（1998年） - 巳之吉 役
- ザ・ヒーローズ（1999年）
- オフSET・プロデュース公演「スター誕生物語」（2001年）
- ミュージカル テニスの王子様 シリーズ（2003年 - 2006年） - 加藤勝郎 役
  - ミュージカル テニスの王子様
  - ミュージカル テニスの王子様 Remarkable 1st Match 不動峰
  - ミュージカル テニスの王子様 コンサート Dream Live 1st
  - ミュージカル テニスの王子様 More than Limit 聖ルドルフ学院
  - ミュージカル テニスの王子様 side不動峰〜special match〜
  - ミュージカル テニスの王子様 side 山吹 feat. 聖ルドルフ学院
  - ミュージカル テニスの王子様 The Imperial Match 氷帝学園
  - ミュージカル テニスの王子様 The Imperial Match 氷帝学園 in winter
  - ミュージカル テニスの王子様 コンサート Dream Live 3rd
- 理由なき反抗（2005年） - プレイトー 役
- オアシスと砂漠 〜Love on the planet〜（2009年） - カズ 役
- マグダラなマリア シリーズ - ペーター・グルテン 役
  - 「マグダラなマリア」〜マリアさんの夢は夜とかに開く!魔愚堕裸屋、ついに開店〜（2010年）
  - マリア・マグダレーナ来日特別公演「マグダライブ!!」（2012年 - 2013年）
  - マリア・マグダレーナ来日公演『マグダラなマリア』〜ワインとタンゴと男と女とワイン〜（2012年）
- 世界のどこにでもある、場所（2010年） - 遠藤圭太 役
- 時速246億 vol.05「グレイトフルデッド」（2011年）
- 時速246億 vol.A no.721（2012年）
- 時速246億「No.721」再演（2013年）
- bpm本公演『ネバーランド☆A GO! GO!』（2014年） - デール 役
- マッコリ兄弟と感動の巨大キャンバス（2014年）
- ミュージカル『青春-AOHARU-鉄道』（2015年） - 埼京線 役
- 烈！バカフキ！（2016年） - トウガ 役
- AD-LIVE'17（アドリブ2017）（2017年）
- 時速246億「お静かにどうぞ」（2019年）
- AD-LIVE ZERO（アドリブ2019）（2019年）
- 本多劇場グループnext『DISTANCE-TOUR-』東京公演「ムリとムラ」（2020年） ‐ ムリ 役
- 劇団ヘロヘロQカムパニー「立て！マジンガーZ!!」（2022年12月2日、こくみん共済 coop ホール／スペース・ゼロ） - 日替わりゲスト[213]

### 朗読劇
- モスリラ（2009年） - アキラ / 守 役
- LOVE×LETTERS（2010年） - 海斗 / 大地 役
- 魔導師は平凡を望む（2015年） - クラウス 役
- 朗読劇×オーケストラ「星の王子さま」（2017年） - ぼく / よっぱらい 役
- 声の優れた俳優によるドラマリーディング　日本文学名作選　第三弾「こゝろ」（2017年） - 私 役
- 音楽朗読劇READING HIGH 第1回公演「Homunculus〜ホムンクルス〜」（2017年） - バルド 役[214]
- ジキルvsハイド（2019年） - ジキル / ハイド 役
- うち劇「振り向くな、後ろには未来はない」（2020年）
- プレミア音楽朗読劇VOICARION Ⅸ「帝国声歌舞伎～信長の犬～」team孝（2020年） ‐ 野口多門 役
- カナタ presents「カナタ10周年記念公演　あぶな絵、あぶり声〜祭〜」（2020年）
- 声のプロフェッショナルが奏でるリーディングシェイクスピア「マクベス」（2020年） - マクベス 役[215]
- 音楽朗読劇READING HIGH 第6回公演「ALCHEMIST RENATUS〜Homunculus〜」（2020年） - バルド 役
- 豊永利行・茅野愛衣 プラネタリウム朗読劇「きみと見た星の物語 春のポラリス」(2021年）
- リーディングシアターvol.2「RAMPO in the DARK」(2021年）
- プレミア音楽朗読劇VOICARION ⅩⅢ「女王がいた客室」（2021年） ‐ アレクサンドル・パーレン（アレックス） 役
- プレミア音楽朗読劇VOICARION ⅩⅣ「スプーンの盾」（2022年） ‐ アントナン・カレーム 役
- 音楽朗読劇READING HIGH 5周年記念公演 第二弾「BASE METAL」大阪公演（2023年） - ジャコモ・カサノヴァ 役
- 音楽朗読劇READING HIGH 5周年記念公演 第三弾「BASE METAL」東京公演（2023年） - ジャコモ・カサノヴァ 役
- Voice Box 2023 朗読「かもめ」〜くすぶるな恋、燃え上がれ!〜（2023年）
- プレミア音楽朗読劇VOICARION XVII「スプーンの盾」（2023年） ‐ アントナン・カレーム 役
- ラピラテ企画朗読劇「ロスト・バナナ・ナイツ」（2024年） - ミハル 役[216]
- コメディ朗読劇CONTELLING「親の奢りで～2024春～」東京公演（2024年）
- 朗読劇 READING WORLD ユネスコ世界記憶遺産 舞鶴への生還「約束の鎮魂歌」（2025年）[217]

### CM
- 全日空 機内ビデオ「北海道」篇（1995年）
- 海苔の大森屋（コーラス）
- 青雲（コーラス）
- 東武グループ「東武不動産」（1997年）
- NTTドコモ 九州（2003年・2004年）
- CAPCOM GAMECUBE「ビューティフル ジョー」（2003年）※声の出演
- 三幸製菓 ブレイクスルー篇（2020年、地井津アモン[218]）

### PV
- 「おとなりに銀河」PV（2021年、久我一郎）
- 「MAO」連載100話達成・コミックス累計100突破記念ダイジェストムービー（2021年、華紋[219]）

### テレビドラマ
- ウルトラマンダイナ 第20話「少年宇宙人」（1997年、毎日放送） - たっちゃん（辰雄）役
- 天才てれびくん ザ・ゴーストカンパニー 第4話「ドラゴン大追跡」（1998年、NHK教育） - ケンジ 役
- 電車男（2005年、フジテレビ） - 骨川洒落男 役
- ディビジョン1 ステージ15『お台場冒険王SP 彼氏宣誓!!』（2005年、フジテレビ） - 淳司 役
- 翼の折れた天使たち 第三夜「アクトレス」（2006年、フジテレビ）
- のだめカンタービレ（2006年、フジテレビ） - 小林 役
- ザ・コテージ（2006年、WOWOW） - 甲斐智則 役
- ハッピィ★ボーイズ 第9・10話（2007年、テレビ東京） - 高橋 役
- 今日は渋谷で6時（2008年1月5日、フジテレビ） - トシユキ 役
- 33分探偵 第9話（2008年、フジテレビ） - 進藤 役
- Room Of King（2008年、フジテレビ） - 看護師 役
- モンキーパーマ Season1 第9話（2013年） - 勝組妖怪・勢令武狸帝 ※声の出演
- 赤シャツの逆襲（2017年、南海放送） - 山嵐 役

### 実写映画
- 学校の怪談3（1997年） - 木村悟 役
- 夢、おいかけて（2002年） - 圭司 役
- 1980（2003年） - 物集 役
- バトル・ロワイアルII 鎮魂歌（2003年） - 日笠将太 役
- この世の外へ クラブ進駐軍（2004年）
- 絶対恐怖 Pray プレイ（2005年） - シマ 役
- リンダ リンダ リンダ（2005年） - 池沢 役
- 死ガ二人ヲワカツマデ… 第二章「南瓜花－nananka-」（2012年） - 主演・中里貴春 役（藤江れいなとのダブル主演）
- エイトレンジャー2（2014年） - ハチモン ※声の出演

### オリジナルビデオ
- ソウルトレイン（2006年） - コンビニ店員 役

### その他
- Prince Letter(s)! フロムアイドル（2022年 - 2023年、鏑木シュウ[220]）
- Hello!! LEOSTUDIO（2022年、神笠一颯[221]）
- 燈の守り人～幻想夜話～（ボイスドラマ、2024年、勝浦灯台[222]）
- 燈の守り人 灯台音声ガイド 千葉県勝浦市 勝浦灯台（音声ガイド、2025年、ナビゲーター[223]）

## ディスコグラフィ

### インディーズ

#### シングル
作詞・作曲：豊永利行、編曲：西岡和哉
|   | 発売日         | タイトル           | 備考                                                                                  |
| - | -------------- | ------------------ | ------------------------------------------------------------------------------------- |
| 1 | 2013年9月29日  | エンカウンター     | 1stライブ物販限定                                                                     |
| 2 | 2013年10月20日 | 永〜とこしえ〜     | 2ndライブ物販限定                                                                     |
| 3 | 2013年11月16日 | 月は知っている     | 3rdライブ物販限定                                                                     |
| 4 | 2013年12月7日  | siren              | 4thライブ物販限定                                                                     |
| 5 | 2013年12月29日 | こたつシャーベット | コミックマーケット85限定販売                                                          |
| 6 | 2014年1月12日  | HELLO!             | 4.5th、5thライブ物販限定 ※作曲：西岡和哉                                              |
| 7 | 2014年2月15日  | TVゲーム           | 6thライブ物販限定、テレビ東京『アニメマシテ』 2014年5月度オープニングテーマ（2014年） |
| 8 | 2014年3月22日  | Chase              | 7thライブ物販限定                                                                     |

#### アルバム
|            | 発売日         | タイトル                   | 規格品番    | 規格品番  |
| 初回限定盤 | 発売日         | タイトル                   | 通常盤      |           |
| ---------- | -------------- | -------------------------- | ----------- | --------- |
| 1          | 2014年4月30日  | MUSIC OF THE ENTERTAINMENT | ASCD-1001/2 | ASCD-1003 |
| 2          | 2018年3月7日   | With LIFE                  | TSM-1002    | TSM-1001  |
| 3          | 2019年4月17日  | 光へ                       | TSM-1004    | TSM-1003  |
| 4          | 2021年12月8日  | .Link                      | TSM-1006    | TSM-1005  |
| 10周年記念 | 2023年11月29日 | Charactanswer              | TSM-1008    | TSM-1007  |

### メジャー

#### シングル
|            | 発売日         | タイトル      | 規格品番     | 規格品番   | タイアップ                                                     |
| 初回限定盤 | 発売日         | タイトル      | 通常盤       |            | タイアップ                                                     |
| ---------- | -------------- | ------------- | ------------ | ---------- | -------------------------------------------------------------- |
| 1st        | 2014年12月17日 | Reason...     | SVWC-70028/9 | SVWC-70030 | PS Vitaゲーム『デュラララ!! Relay』主題歌 （2015年）           |
| 2nd        | 2015年8月12日  | Day you laugh | SVWC-70097/8 | SVWC-70099 | テレビアニメ『デュラララ!!×2 転』 オープニングテーマ（2015年） |

#### アルバム
|        | 発売日       | タイトル | 規格品番      |
| ------ | ------------ | -------- | ------------- |
| ミニ   | 2016年6月1日 | C“LR”OWN | SVWC-70159/60 |
| カバー | 2017年3月1日 | T's      | SVWC-70254    |

### 参加作品
※太字は、作詞・作曲：豊永利行
| 発売日         | タイトル                                                  | 歌 | 楽曲                                           | 備考                                                                   |
| -------------- | --------------------------------------------------------- | --- | ---------------------------------------------- | ---------------------------------------------------------------------- |
| 時期不明       | 本チャンwebラジオ絶園のテンペスト                         | 豊永利行 | 「bonds」 「関節を外すZ」                      | テレビアニメ『絶園のテンペスト』関連曲                                 |
| 1998年4月1日   | SKETCH OF NAZCA                                           | 豊永利行、亀渕友香&THE VOICE OF JAPAN | 「Gratias〜目覚め〜」                          | テレビアニメ『時空転抄ナスカ』イメージアルバム                         |
| 2011年4月27日  | 素顔の少年 サウンドコレクション〜Wish〜                   | TH·IA | 「WaRatte!! 」 「素顔のモノローグ」            | 『素顔の少年』関連曲                                                   |
| 2011年10月19日 | ボクラノヒカリ/Beyond                                     | TH·IA | 「ボクラノヒカリ」                             | ラジオ『素顔の少年』オープニングテーマ                                 |
| 2011年10月19日 | ボクラノヒカリ/Beyond                                     | TH·IA | 「Beyond」                                     | ラジオ『素顔の少年』エンディングテーマ                                 |
| 2012年1月25日  | DJCD「デュララジ掲示板 観察日記」再うp 3枚目+             | 豊永利行 | 「花」                                         | テレビアニメ『デュラララ!!』関連曲                                     |
| 2012年3月28日  | アリガトウ/星屑エレジー                                   | TH・IA | 「アリガトウ」                                 | 『素顔の少年』関連曲                                                   |
| 2014年10月24日 | BLB Theme Songs Single CD                                 | 豊永利行 | 「Baby × Lovely × Baby」                       | コマネックスDVD『BLB』オープニングテーマ                               |
| 2014年10月31日 | ひとつだけ                                                | 豊永利行 | 「ひとつだけ」                                 | 『ステラワース』3周年記念テーマソング                                  |
| 2017年10月25日 | 翼を持つ者 〜Not an angel Just a dreamer〜                | i☆Ris、井上あずみ、Wake Up, Girls!、内田真礼、串田アキラ、GRANRODEO、ささきいさお、下野紘、JAM Project、鈴木このみ、鈴村健一、竹達彩奈、茅原実里、TRUE、豊永利行、中川翔子、羽多野渉、堀江美都子、水木一郎、Minami、三森すずこ、May'n、米倉千尋 | 「翼を持つ者 〜Not an angel Just a dreamer〜」 | 日本動画協会『アニメNEXT_100』プロジェクト公式ソング                   |
| 2019年1月30日  | History Maker Special Edition starring Toshiyuki Toyonaga | DEAN FUJIOKA、豊永利行 | 「History Maker 〜HITM Ver.〜」                | アルバム「DEAN FUJIOKA／History In The Making 」対象店舗予約先着特典CD |

### キャラクターソング
| 発売日   | 商品名                                                                                | 歌 | 楽曲 | 備考                                                                              |
| 1996年   | 1996年                                                                                | 1996年 | 1996年 | 1996年                                                                            |
| -------- | ------------------------------------------------------------------------------------- | --- | --- | --------------------------------------------------------------------------------- |
| 5月17日  | 劇団四季ミュージカル 美女と野獣                                                       | ポット夫人（志村幸美）、ルミエール（下村尊則）、チップ（豊永利行） 他 | 「ビー アワ ゲスト（おもてなし）」 「人間に戻りたい」 | 舞台『劇団四季ミュージカル 美女と野獣』劇中歌                                     |
| 2003年   |                                                                                       | | |                                                                                   |
| 11月27日 | テニスの王子様 -THE BEST OF RIVAL PLAYERS XIV                                         | 葵剣太郎（豊永利行） | 「Honey Bee」 | テレビアニメ『テニスの王子様』関連曲                                              |
| 12月18日 | テニスの王子様 Smash Hit!2 限定版                                                     | 手塚国光（置鮎龍太郎）、跡部景吾（諏訪部順一）、橘桔平（川原慶久）、南健太郎（石川正明）、赤澤吉朗（岩崎征実）、葵剣太郎（豊永利行） | 「Always」 | ゲーム『テニスの王子様 Smash Hit!2 限定盤』エンディングテーマ                     |
| 12月18日 | テニスの王子様 Smash Hit!2 通常版                                                     | 手塚国光（置鮎龍太郎）、跡部景吾（諏訪部順一）、橘桔平（川原慶久）、南健太郎（石川正明）、赤澤吉朗（岩崎征実）、葵剣太郎（豊永利行） | 「ドキドキ」 | ゲーム『テニスの王子様 Smash Hit!2 通常版』エンディングテーマ                     |
| 2004年   |                                                                                       | | |                                                                                   |
| 2月12日  | テニスの王子様 Love of Prince Sweet                                                   | 葵剣太郎（豊永利行） | 「雪」 | ゲーム『テニスの王子様 Love of Prince Sweet』挿入歌                               |
| 2006年   |                                                                                       | | |                                                                                   |
| 1月1日   | 劇場版 テニスの王子様 跡部からの贈り物 君に捧げるテニプリ祭り                         | 3グァバトリオ | 「BRAND NEW DAY」 | 劇場アニメ『劇場版 テニスの王子様 跡部からの贈り物 君に捧げるテニプリ祭り』挿入歌 |
| 2009年   |                                                                                       | | |                                                                                   |
| 7月18日  | VELVET UNDERWORLD Fragment Parson 04 PAWN                                             | ポーン（豊永利行） | 「Live&Let's Die」 | 『VELVET UNDERWORLD』関連曲                                                       |
| 9月16日  | パーフェクトワールド/No Control                                                       | 入江正一（豊永利行） | 「No Control」 | テレビアニメ『家庭教師ヒットマンREBORN!』関連曲                                   |
| 11月18日 | ちばうた（六角中）                                                                    | 葵剣太郎（豊永利行）、佐伯虎次郎（織田優成）、黒羽春風（大黒和広）、天根ヒカル（竹内幸輔）、樹希彦（蓮岳大）、木更津亮（高橋広樹） | 「恋のモテモテ大作戦！！」 「ワッショイ！」 | テレビアニメ『テニスの王子様』関連曲                                              |
| 2010年   |                                                                                       | | |                                                                                   |
| 6月23日  | Cover Song Collection Vol.3「學園天國」                                               | 竜ヶ峰帝人（豊永利行） | 「学園天国」 | テレビアニメ『デュラララ!!』関連曲                                                |
| 8月18日  | 家庭教師ヒットマンREBORN! キャラクターアルバム SONG“BLUE”〜rivale〜                   | 入江正一（豊永利行）、スパナ（津田健次郎） | 「シミュレーション」 | テレビアニメ『家庭教師ヒットマンREBORN!』関連曲                                   |
| 2011年   |                                                                                       | | |                                                                                   |
| 1月13日  | 好きっていいなよ。                                                                    | 中西健志（豊永利行） | 「虹の線路」 | ドラマCD『好きっていいなよ。』挿入歌                                              |
| 3月23日  | キャラクターソングアルバム『歌なんかぜんぜん歌いたくないんだからねっ!!』              | 高梨修輔（豊永利行）、岸川啓一郎（立花慎之介）、山代拓実（松本健太）、黒崎大吾（市来光弘） | 「キミハカゼ」 「走れ!!AGE探検隊」 | テレビアニメ『お兄ちゃんのことなんかぜんぜん好きじゃないんだからねっ!!』挿入歌    |
| 5月26日  | マイカレ2                                                                             | 美作千尋（豊永利行） | 「Glittering Stars」 | ドラマCD『マイカレ2』劇中歌                                                       |
| 9月7日   | 公式キャラソン大全集・究極CD匣                                                        | 入江正一（豊永利行）、他 | 「ファミリー・改 〜vs ミルフィオーレ〜（沢田綱吉 with ボンゴレファミリー）」 「gr8 story」                                                               | テレビアニメ『家庭教師ヒットマンREBORN!』関連曲                                   |
| 2012年   |                                                                                       | | |                                                                                   |
| 1月25日  | 君と僕。 BD・DVD第2巻特典CD                                                           | 松岡春（豊永利行） | 「マシュマロ・デイズ」 | テレビアニメ『君と僕。』関連曲                                                    |
| 3月21日  | 君と僕。 BD・DVD第4巻特典CD                                                           | ホマレッド（木村良平）、ホマブラック（小野友樹）、ホマブルー（内山昂輝）、ホマイエロー（入野自由）、ホマピンク（豊永利行） | 「高校戦隊ホマレンジャー」 | テレビアニメ『君と僕。』関連曲                                                    |
| 8月8日   | 機動戦士ガンダムAGE キャラクターソングアルバム Vol.1                                  | フリット・アスノ（豊永利行） | 「WANNA BE HOPE」 | テレビアニメ『機動戦士ガンダムAGE』関連曲                                         |
| 9月12日  | LOVE☆ROCKET急接近!!                                                                   | 東真璃斗（豊永利行）、黛流風（細谷佳正）、神無木紫音（木村良平） | 「LOVE☆ROCKET急接近!!」 | ゲーム『Custom Drive』オープニングテーマ                                          |
| 9月12日  | LOVE☆ROCKET急接近!!                                                                   | 東真璃斗（豊永利行）、黛流風（細谷佳正）、神無木紫音（木村良平） | 「Provocative」 | ゲーム『Custom Drive』エンディングテーマ                                          |
| 2013年   |                                                                                       | | |                                                                                   |
| 1月9日   | コード:ブレイカー キャラクターソング Vol.2                                            | 天宝院遊騎（豊永利行） | 「III」 | テレビアニメ『CØDE:BREAKER』関連曲                                                |
| 1月23日  | 絶園のテンペスト CHARACTER SONG VOL.1                                                 | 滝川吉野（内山昂輝）、不破真広（豊永利行） | 「嵐のラプソディ」 | テレビアニメ『絶園のテンペスト』BD・DVD 第一巻完全生産限定版特典                  |
| 4月24日  | 絶園のテンペスト CHARACTER SONG VOL.2                                                 | 滝川吉野（内山昂輝）、不破真広（豊永利行） | 「星の船」 | テレビアニメ『絶園のテンペスト』BD・DVD 第四巻完全生産限定版特典                  |
| 5月16日  | 英国探偵ミステリア キャラクターソングシリーズvol.7                                    | 小林誠司（豊永利行） | 「ビスケット&ハニー&ホリデイ」 | ゲーム『英国探偵ミステリア』関連曲                                                |
| 7月24日  | 神々の悪戯 神曲集 月人&尊                                                             | 戸塚尊（豊永利行） | 「誓い」 | ゲーム『神々の悪戯』関連曲                                                        |
| 8月21日  | 絶園のテンペスト CHARACTER SONG VOL.3                                                 | 滝川吉野（内山昂輝）、不破真広（豊永利行） | 「ポジティカ」 | テレビアニメ『絶園のテンペスト』BD・DVD 第八巻完全生産限定版特典                  |
| 12月25日 | 絶園のテンペスト CHARACTER SONG VOL.4                                                 | 滝川吉野（内山昂輝）、不破真広（豊永利行） | 「未来の蕾」 | テレビアニメ『絶園のテンペスト』BD・DVD 第十二巻完全生産限定版特典                |
| 12月25日 | 俺の脳内選択肢が、学園ラブコメを全力で邪魔している オリジナル・サウンドトラック       | 甘草奏（豊永利行） | 「きらめき乳メモリアル」 | テレビアニメ『俺の脳内選択肢が、学園ラブコメを全力で邪魔している』関連曲          |
| 2014年   |                                                                                       | | |                                                                                   |
| 2月26日  | 華アワセ アニメイト限定版特典DISC -姫空木編-ヴォーカルCD 望月                         | 金時花、阿波花（豊永利行） | 「月映え、舞う蝶。」 | ゲーム『華アワセ』関連曲                                                          |
| 4月30日  | TILL THE END                                                                          | アポロン（入野自由）、ハデス（小野大輔）、月人（上村祐翔）、尊（豊永利行）、バルドル（神谷浩史）、ロキ（細谷佳正） | 「TILL THE END」 | テレビアニメ『神々の悪戯』オープニングテーマ                                      |
| 4月30日  | TILL THE END                                                                          | アポロン（入野自由）、ハデス（小野大輔）、月人（上村祐翔）、尊（豊永利行）、バルドル（神谷浩史）、ロキ（細谷佳正） | 「REASON FOR…」 | テレビアニメ『神々の悪戯』エンディングテーマ                                      |
| 5月28日  | サムライフラメンコ BD・DVD Vol.6特典CD                                                | サムライ戦隊フラメンジャー | 「オレたちフラメンジャー! 〜サムライ戦隊フラメンジャーのテーマ〜」                                                                                       | テレビアニメ『サムライフラメンコ』劇中歌                                          |
| 7月30日  | 神々の悪戯 デュエットキャラクターソングCD1 日本神話                                   | 戸塚月人（上村祐翔）、戸塚尊（豊永利行） | 「月と凪」 | テレビアニメ『神々の悪戯』関連曲                                                  |
| 7月30日  | TVアニメ『神々の悪戯』神曲集 月人&尊                                                  | 戸塚尊（豊永利行） | 「You're the one」 | テレビアニメ『神々の悪戯』関連曲                                                  |
| 8月13日  | Catastrophe カタストロフィ                                                            | LAGRANGE POINT | 「カタストロフィ」 「1/f（エフぶんのいち）の揺らぎ」 「Message Bottle」 「Dear Princess」                                                                | 『LAGRANGE POINT』関連曲                                                          |
| 10月15日 | BLACK SWAN                                                                            | LAGRANGE POINT | 「BLACK SWAN」 「Never Sorrow」 「イチカバチカ」 「Goodbye残響(Echoes)!!!!」                                                                             | 『LAGRANGE POINT』関連曲                                                          |
| 2015年   |                                                                                       | | |                                                                                   |
| 1月14日  | 愛、独裁-SAMURAI-                                                                     | LAGRANGE POINT | 「愛、独裁-SAMURAI-」 「Shoot off」 「ワンセンテンスじゃ、挿入（はい）りきらないよ」 「暁方（あかつきがた）に、消ゆ」                                    | 『LAGRANGE POINT』関連曲                                                          |
| 2月20日  | ALIVE Side.S Vol.1                                                                    | 大原空（豊永利行）、在原守人（小野友樹） | 「どうせなら今から風になってみよう」 「終わらない虹」 「花咲く丘で」                                                                                     | 『ALIVE』関連曲                                                                   |
| 3月18日  | ACTORS3                                                                               | 芦原倖乎（蒼井翔太）、湯山靖隼（増田俊樹）、麻布汐（豊永利行）、鳴子郁（佐藤拓也）、志戸穂（高橋直純） | 「千本桜」（※通常盤） | 『ACTORS』関連曲                                                                  |
| 3月18日  | ACTORS3                                                                               | 麻布汐（豊永利行） | 「夕立のりぼん」 | 『ACTORS』関連曲                                                                  |
| 3月18日  | ACTORS3                                                                               | 麻布汐（豊永利行）、鳴子郁（佐藤拓也） | 「再教育」 | 『ACTORS』関連曲                                                                  |
| 4月8日   | LAGRANGE POINT THE BEST 「Lagjuliet」                                                 | LAGRANGE POINT | 「LUV EXODUS」 「Nan-Bo-No-Mon-Ja-E!!!!!」 | 『LAGRANGE POINT』関連曲                                                          |
| 4月22日  | カバーソングコレクションCD「なごり雪」                                                | 竜ヶ峰帝人（豊永利行） | 「なごり雪」 | テレビアニメ『デュラララ!!×2』関連曲                                              |
| 5月29日  | ALIVE Side.S Vol.2                                                                    | 大原空（豊永利行）、在原守人（小野友樹） | 「雨上がりのUFO」 「Summer Session」 「いつかの夏祭り」                                                                                                  | 『ALIVE』関連曲                                                                   |
| 6月10日  | Beautiful Phantom                                                                     | LAGRANGE POINT | 「Beautiful Phantom」 「レッドブザービート」 「愛のファタモルガーナ」 「今はGoodNight」                                                                  | 『LAGRANGE POINT』関連曲                                                          |
| 8月19日  | 華アワセ-唐紅/うつつ編- アニメイト限定版特典DISC ヴォーカルCD 花嵐                    | 金時花、阿波花（豊永利行） | 「胡蝶の夢」 | ゲーム『華アワセ』関連曲                                                          |
| 8月28日  | ALIVE Side.S Vol.3                                                                    | SOARA | 「マクガフィン」 | 『ALIVE』関連曲                                                                   |
| 8月28日  | ALIVE Side.S Vol.3                                                                    | 大原空（豊永利行）、在原守人（小野友樹） | 「遠雷」 「さよなら並木道」 | 『ALIVE』関連曲                                                                   |
| 9月11日  | 永久パラダイス                                                                        | B-PROJECT | 「永久パラダイス」 | 『B-PROJECT』関連曲                                                               |
| 9月16日  | ACTORS - Songs Collection -                                                           | 麻布汐（豊永利行） | 「アサガオの散る頃に」 | 『ACTORS』関連曲                                                                  |
| 10月14日 | 愛という言葉を憎む日々が永久に続いてもオレを赦してくれ                                | LAGRANGE POINT | 「愛という言葉を憎む日々が永久に続いてもオレを赦してくれ」 「惡の華」 「六十九夜（SixNineNight）」 「BLACKOUT/WHITEOUT」                                 | 『LAGRANGE POINT』関連曲                                                          |
| 10月16日 | 英国探偵ミステリア コンプリートアルバム -オペラ座の音楽祭-                            | 小林誠司（豊永利行）、他 | 「ビスケット&ハニー&ホリデイ」 | 『英国探偵ミステリア』関連曲                                                      |
| 11月25日 | ディア♥ヴォーカリスト エントリーNo.2 モモチ                                           | MOMOCHI（豊永利行） | 「泡唄」 「全能感」 | 『ディア♥ヴォーカリスト』関連曲                                                   |
| 11月25日 | dreaming time                                                                         | THRIVE | 「dreaming time」 「LOVE ADDICTION」 「永久パラダイス」                                                                                                  | 『B-PROJECT』関連曲                                                               |
| 11月25日 | Classroom☆Crisis 2                                                                    | 北原コジロー（豊永利行） | 「君がいるだけで」 | テレビアニメ『Classroom☆Crisis』キャラクターカバーソング                          |
| 11月27日 | ALIVE Side.S Vol.4                                                                    | 大原空（豊永利行）、在原守人（小野友樹）、神楽坂宋司（古川慎） | 「旅立ちのエール」 | 『ALIVE』関連曲                                                                   |
| 11月27日 | ALIVE Side.S Vol.4                                                                    | SOARA | 「さまよい星」 「S.O.A.R.A.」 | 『ALIVE』関連曲                                                                   |
| 2016年   |                                                                                       | | |                                                                                   |
| 2月7日   | 奇跡の星座(Sign)ショートver - Single                                                  | ピタゴラス★オールスター | 「奇跡の星座(Sign)ショートver」 | 『ピタゴラス★』関連曲                                                             |
| 2月10日  | Be My Steady                                                                          | ギャラクシー・スタンダード | 「Be My Steady」 | テレビアニメ『プリンス・オブ・ストライド オルタナティブ』エンディングテーマ       |
| 2月10日  | Be My Steady                                                                          | ギャラクシー・スタンダード | 「RUSH」 | ゲーム『プリンス・オブ・ストライド』挿入歌                                        |
| 2月10日  | Be My Steady                                                                          | ギャラクシー・スタンダード | 「You're My Courage」 | ゲーム『プリンス・オブ・ストライド』エンディングテーマ                            |
| 2月10日  | PRISONER                                                                              | LAGRANGE POINT | 「PRISONER」 「Last Chance!!!」 「Crystal Switch」 「妄想VISIONIST」                                                                                     | 『LAGRANGE POINT』関連曲                                                          |
| 3月23日  | Vocal Collection 〜 WELCOME TO THE SHOW!! 〜                                          | 朝日奈響也（逢坂良太）、藤村伊織（花江夏樹）、橘蒼星（豊永利行）、桜木陽向（上村祐翔）、新堂カイト（林勇）、雨宮仁（小野友樹）、城ヶ崎昴（畠中祐） | 「CALL HEAVEN!!」 | ゲーム『夢色キャスト』関連曲                                                      |
| 3月23日  | Vocal Collection 〜 WELCOME TO THE SHOW!! 〜                                          | 橘蒼星（豊永利行）、桜木陽向（上村祐翔）、雨宮仁（小野友樹） | 「PERSONA+MYSTERY」 | ゲーム『夢色キャスト』関連曲                                                      |
| 3月23日  | Vocal Collection 〜 WELCOME TO THE SHOW!! 〜                                          | 藤村伊織（花江夏樹）、橘蒼星（豊永利行）、城ヶ崎昴（畠中祐） | 「桜よ薫れ愛薫れ」 | ゲーム『夢色キャスト』関連曲                                                      |
| 3月23日  | Vocal Collection 〜 WELCOME TO THE SHOW!! 〜                                          | 城ヶ崎昴（畠中祐）、橘蒼星（豊永利行）、桜木陽向（上村祐翔） | 「SKY BEATER」 | ゲーム『夢色キャスト』関連曲                                                      |
| 3月23日  | soleil                                                                                | F∞F | 「I am a HERO!」 「咲いては散る花のように」 | 『アイ★チュウ』関連曲                                                             |
| 3月23日  | Maybe Love                                                                            | THRIVE | 「Maybe Love」 「3・2・1 Jump!!」 | 『B-PROJECT』関連曲                                                               |
| 4月22日  | 花鳥風月「花」編                                                                      | SOARA | 「アイノハナ」 | 『ALIVE』関連曲                                                                   |
| 5月11日  | 星だけが知る                                                                          | NEBULAS | 「星だけが知る」 「POLYHEDRON -Stay Foolish Night-」 | 『MARGINAL#4』関連曲                                                              |
| 5月25日  | 神々の悪戯 InFinite 神曲集 二重唱 月人&尊                                             | 戸塚月人（上村祐翔）、戸塚尊（豊永利行） | 「万華鏡 -Do You Know?-」 | ゲーム『神々の悪戯 InFinite』関連曲                                               |
| 5月25日  | THE BEST 「LAGJULIET II」                                                             | LAGRANGE POINT | 「破竹の愛」 「ガイドライン」 | 『LAGRANGE POINT』関連曲                                                          |
| 6月24日  | 花鳥風月「鳥」編                                                                      | SOARA | 「LAPIS BLUE」 | 『ALIVE』関連曲                                                                   |
| 7月6日   | 鼓動*アンビシャス                                                                     | B-PROJECT | 「鼓動*アンビシャス」 | テレビアニメ『B-PROJECT〜鼓動*アンビシャス〜』オープニングテーマ                  |
| 7月20日  | アイ★チュウ creation 01.F∞F                                                           | F∞F | 「We are I★CHU!」 「イッちゃいそうだよ」 | 『アイ★チュウ』関連曲                                                             |
| 7月27日  | 星と月のセンテンス                                                                    | THRIVE | 「Starlight」 | テレビアニメ『B-PROJECT』劇中歌                                                   |
| 7月27日  | カバーソングコレクションCD ミニアルバム                                               | 竜ヶ峰帝人（豊永利行） | 「名もなき詩」 | テレビアニメ『デュラララ!!×２承転結』関連曲                                       |
| 8月10日  | カナリヤ                                                                              | NEBULAS | 「カナリヤ」 「Ing...」 | 『MARGINAL#4』関連曲                                                              |
| 8月17日  | ACTORS - Extra Edition 6 - [汐・郁・穂・影虎]                                         | 麻布汐（豊永利行） | 「月・影・舞・華」 | 『ACTORS』関連曲                                                                  |
| 9月14日  | 文豪ストレイドッグス キャラクターソングミニアルバム 其ノ弐                            | 谷崎潤一郎（豊永利行） | 「幻惑のスクリィン」 | テレビアニメ『文豪ストレイドッグス』関連曲                                        |
| 9月16日  | 花鳥風月「風」編                                                                      | SOARA | 「そよかぜの唄」 | 『ALIVE』関連曲                                                                   |
| 9月28日  | B-PROJECT〜鼓動＊アンビシャス〜 2                                                     | 金城剛士（豊永利行） | 「Stand to the top」 | テレビアニメ『B-PROJECT〜鼓動＊アンビシャス〜』関連曲                             |
| 9月28日  | FORBIDDEN★STAR BLACK VERRY 1st                                                        | BLACK VERRY | 「優シイ果実」 「Stupid Collection」 | 『FORBIDDEN★STAR』関連曲                                                          |
| 10月26日 | 夢色キャスト バースデーコレクション                                                   | 橘蒼星（豊永利行） | 「誰もが明日に出会うのなら」 | ゲーム『夢色キャスト』関連曲                                                      |
| 11月25日 | 花鳥風月「月」編                                                                      | SOARA | 「三日月ファンタジー」 | 『ALIVE』関連曲                                                                   |
| 11月30日 | 夢色キャスト Vocal Collection2 〜 DEPARTURE TO THE NEW WORLD 〜                       | 朝日奈響也（逢坂良太）、藤村伊織（花江夏樹）、橘蒼星（豊永利行）、桜木陽向（上村祐翔）、新堂カイト（林勇）、雨宮仁（小野友樹）、城ヶ崎昴（畠中祐） | 「Sunshine world tour」 | ゲーム『夢色キャスト』関連曲                                                      |
| 11月30日 | 夢色キャスト Vocal Collection2 〜 DEPARTURE TO THE NEW WORLD 〜                       | 朝日奈響也（逢坂良太）、橘蒼星（豊永利行） | 「WhisperLand Boys」 | ゲーム『夢色キャスト』関連曲                                                      |
| 11月30日 | 夢色キャスト Vocal Collection2 〜 DEPARTURE TO THE NEW WORLD 〜                       | 藤村伊織（花江夏樹）、橘蒼星（豊永利行） | 「恋咎館のタペストリー」 | ゲーム『夢色キャスト』関連曲                                                      |
| 11月30日 | 夢色キャスト Vocal Collection2 〜 DEPARTURE TO THE NEW WORLD 〜                       | 橘蒼星（豊永利行）、桜木陽向（上村祐翔） | 「Stronger than medicine?」 | ゲーム『夢色キャスト』関連曲                                                      |
| 12月21日 | 無敵*デンジャラス                                                                     | B-PROJECT | 「無敵*デンジャラス」 「永久パラダイス」 | ゲーム『B-PROJECT〜無敵*デンジャラス〜』主題歌                                    |
| 12月21日 | ナンバカ 2                                                                            | 九十九（豊永利行） | 「Ninja99」 | 『ナンバカ』関連曲                                                                |
| 2017年   |                                                                                       | | |                                                                                   |
| 1月18日  | ディア♥ヴォーカリスト Riot エントリーNo.4 モモチ                                      | MOMOCHI（豊永利行） | 「Mi★Amigo」 「Mr.BlackBlack」 | 『ディア♥ヴォーカリスト』関連曲                                                   |
| 1月25日  | FORBIDDEN★STAR BLACK VERRY 2nd                                                        | BLACK VERRY | 「MISTAKE Wah NOISY」 「浮名 SILENT MINORITY」 | 『FORBIDDEN★STAR』関連曲                                                          |
| 1月25日  | アイ★チュウ〜I★Chu Award 2016ソロシングル〜                                           | 御剣晃（豊永利行） | 「Relief」 | 『アイ★チュウ』関連曲                                                             |
| 2月15日  | 革命（Revolution）XX/Mr. StarrySky                                                    | LAGRANGE POINT | 「革命（Revolution）XX」 | テレビアニメ『MARGINAL#4 KISSから創造（つく）るBig Bang』エンディングテーマ       |
| 2月22日  | Needle No.6                                                                           | THRIVE | 「Needle No.6」 「Tick-tack」 | 『B-PROJECT』関連曲                                                               |
| 2月24日  | ALIVE「X Lied」vol.1 空&昂輝                                                          | 大原空（豊永利行） | 「SKY DREAM」 | 『ALIVE』関連曲                                                                   |
| 3月15日  | ディア♥ヴォーカリスト THE BEST Rock Out!!! エー・モモ・ジュダ                         | MOMOCHI（豊永利行） | 「破れ櫻」 | 『ディア♥ヴォーカリスト』関連曲                                                   |
| 3月15日  | ACTORS - Deluxe Delight Edition -                                                     | 麻布汐（豊永利行） | 「桜前線異常ナシ」 | 『ACTORS』関連曲                                                                  |
| 3月22日  | glace                                                                                 | F∞F | 「Viva！ Carnival！」 「マサラヤサマラヤ 〜あなたの魔法で〜」                                                                                            | 『アイ★チュウ』関連曲                                                             |
| 3月22日  | glace                                                                                 | F∞F | 「We are I★CHU! -Special Version- ＜フルキャストMIX＞」                                                                                                  | 『アイ★チュウ』関連曲                                                             |
| 3月24日  | ALIVE SOARA ユニットソング「Wonder Wand」                                             | SOARA | 「Wonder Wand」 | 『ALIVE』関連曲                                                                   |
| 4月5日   | KISSから創造るBig Bang                                                                | ピタゴラス★オールスター | 「KISSから創造るBig Bang」 | テレビアニメ『MARGINAL#4 KISSから創造（つく）るBig Bang』エンディングテーマ       |
| 4月26日  | ダミーヘッド官能ロック THANATOS NiGHT Vol.6 デュラン                                  | デュラン（豊永利行） | 「Blues」 | 『THANATOS NiGHT』関連曲                                                          |
| 6月21日  | ピタゴラスプロダクション SHUFFLE BEST                                                 | NEBULAS | 「蒼の月」 | 『MARGINAL#4』関連曲                                                              |
| 6月21日  | アイ★チュウ 〜シャッフルユニットミニアルバム〜                                        | QA | 「FIX ME」 | 『アイ★チュウ』関連曲                                                             |
| 6月28日  | A3! FIRST WINTER EP                                                                   | 冬組 | 「to bloom…」 | 『A3!』関連曲                                                                     |
| 7月12日  | 夢色キャスト Vocal Collection3 〜A Chance to Make Progress〜                          | 朝日奈響也（逢坂良太）、藤村伊織（花江夏樹）、橘蒼星（豊永利行）、桜木陽向（上村祐翔）、新堂カイト（林勇）、雨宮仁（小野友樹）、城ヶ崎昴（畠中祐） | 「NEVER END STORIES」 | ゲーム『夢色キャスト』関連曲                                                      |
| 7月19日  | S級パラダイス BLACK                                                                   | B-PROJECT | 「S級パラダイス」 | 『B-PROJECT』関連曲                                                               |
| 7月19日  | S級パラダイス BLACK                                                                   | THRIVE | 「the one&only」 | 『B-PROJECT』関連曲                                                               |
| 7月19日  | 「家庭教師ヒットマンREBORN!」アニメ主題歌&キャラクター主題歌カバー集                  | 白蘭（大山鎬則）、入江正一（豊永利行） | 「gr8 story」 | 『家庭教師ヒットマンREBORN!』関連曲                                               |
| 7月26日  | デジモンユニバース アプリモンスターズ キャラクターソング&オリジナル・サウンドトラック | 桂レイ（豊永利行）&ハックモン（阪口大助） | 「Maze」 | テレビアニメ『デジモンユニバース アプリモンスターズ』関連曲                       |
| 8月9日   | 僕らの奇跡/アリスブルーのキス 〜Another Color〜                                       | ナオ/涼川直人（豊永利行） | 「アリスブルーのキス 〜Another Color〜」 | テレビアニメ『アイカツ!』関連曲                                                   |
| 9月27日  | Corpse†Heart 3rd Night クー                                                           | クー（豊永利行） | 「チェンジリング(ミュージカルVer.)」 「Яeplicant(アンデッドVer.)」                                                                                       | 『Corpse†Heart』関連曲                                                            |
| 9月27日  | 「MARGINAL#4 KISSから創造（つく）るBig Bang」BEST                                     | LAGRANGE POINT | 「“U”」 | テレビアニメ『MARGINAL#4 KISSから創造（つく）るBig Bang』関連曲                   |
| 10月13日 | エリアル -ALIEL-                                                                      | SOARA | 「エリアル -ALIEL-」 | テレビアニメ『TSUKIPRO THE ANIMATION』第二、六、十話主題歌                        |
| 10月18日 | ダミーヘッド官能ロック THANATOS NiGHT Re:Vival Vol.6 デュラン                         | デュラン（豊永利行） | 「SAYONARA」 | 『THANATOS NiGHT』関連曲                                                          |
| 10月25日 | ピタゴラス スペクタクルツアー ライブ Vol.1「西遊記」                                  | 孫悟空［桐原アトム（増田俊樹）］、沙悟浄［牧島シャイ（豊永利行）］、猪八戒［仲真テルマ（染谷俊之）］ | 「FLY×HIGH×FLY」 「ハイビスカス」 | ピタゴラスプロダクションシャッフルユニット楽曲                                    |
| 11月1日  | A3! Blooming WINTER EP                                                                | 鷺島亨［有栖川誉（豊永利行）］、東条志岐［御影密（寺島惇太）］ | 「esの憂鬱」 | ゲーム『A3!』関連曲                                                               |
| 11月1日  | A3! Blooming WINTER EP                                                                | 有栖川誉（豊永利行） | 「奇天烈ポエマー」 | ゲーム『A3!』関連曲                                                               |
| 11月15日 | ディア♥ヴォーカリスト Wired エントリーNo.5 モモチ                                     | MOMOCHI（豊永利行） | 「キミだけのサイン」 「LION」 | 『ディア♥ヴォーカリスト』関連曲                                                   |
| 11月29日 | 夢色キャスト 聖夜のラブレター Song Collection 〜最後のロンリークリスマス〜            | 橘蒼星（豊永利行） | 「最後のロンリー・クリスマス」 | ゲーム『夢色キャスト』関連曲                                                      |
| 12月22日 | TSUKIPRO THE ANIMATION BD・DVD第1巻特典CD                                             | SOARA | 「FRIEND」 | テレビアニメ『TSUKIPRO THE ANIMATION』第二話エンディングテーマ                    |
| 2018年   |                                                                                       | | |                                                                                   |
| 1月24日  | Dance with Eternity                                                                   | 鉤貫レム（斉藤壮馬）、立華リンド（羽多野渉）、楚神ウリエ（近藤隆）、南那城メィジ（木村昴）、棗坂シキ（平川大輔）、ローエン（鈴木達央）、ジェキ（鈴木裕斗）、マリウス（豊永利行） | 「スイート・グリモワール！」 | 劇場アニメ『Dance with Devils-Fortuna-』オープニングテーマ                        |
| 2月23日  | TSUKIPRO THE ANIMATION BD・DVD第3巻特典CD                                             | SOARA | 「スタートライン 〜Boys, Be Mighty〜」 | テレビアニメ『TSUKIPRO THE ANIMATION』第六話エンディングテーマ                    |
| 3月18日  | 超感デスティニー                                                                      | THRIVE | 「超感デスティニー」 | 『B-PROJECT』関連曲                                                               |
| 3月18日  | 超感デスティニー                                                                      | 金城剛士（豊永利行） | 「Lonely Fangs」 | 『B-PROJECT』関連曲                                                               |
| 4月4日   | fleur                                                                                 | F∞F | 「平凡なこの日々に花束を」 | ゲーム『アイ★チュウ』関連曲                                                       |
| 4月27日  | TSUKIPRO THE ANIMATION BD・DVD第5巻特典CD                                             | SOARA | 「未来への贈り物」 | テレビアニメ『TSUKIPRO THE ANIMATION』第十話エンディングテーマ                    |
| 5月9日   | 硝子の銀河                                                                            | STAR☆PRINCE | 「硝子の銀河」 | テレビアニメ『魔法少女 俺』エンディングテーマ                                     |
| 5月25日  | ALIVE SOARA 「RE:START」 シリーズ①                                                    | 大原空（豊永利行）、在原守人（小野友樹） | 「新世界」 | 『ALIVE』関連曲                                                                   |
| 6月15日  | TSUKIPRO THE ANIMATION BD・DVD第7巻特典CD                                             | SOARA、Growth、SolidS、QUELL | 「Dear Dreamer,」 | テレビアニメ『TSUKIPRO THE ANIMATION』第十三話エンディングテーマ                  |
| 7月16日  | 快感エブリディ                                                                        | B-PROJECT | 「快感エブリディ」 「After all this time」 | 『B-PROJECT』関連曲                                                               |
| 7月18日  | ディア♥ヴォーカリスト Xtreme エントリーNo.5 モモチ                                    | MOMOCHI（豊永利行） | 「SCARLET GAME」 「Last Coffee」 | 『ディア♥ヴォーカリスト』関連曲                                                   |
| 8月22日  | シンギュラリティ                                                                      | LAGRANGE POINT | 「シンギュラリティ」 「Vertigo」 | 『LAGRANGE POINT』関連曲                                                          |
| 8月29日  | 夢色キャスト Drama Theater 1 〜Re PHANTOM of the MASQUERADE〜                         | 橘蒼星（豊永利行） | 「Phantom Cry」 | 『夢色キャスト』ドラマCD劇中歌                                                    |
| 9月19日  | ディア❤︎ヴォーカリスト THE BEST Rock Out!!!#2 TYPE：A レオード・モモチ・ヨシュア       | MOMOCHI（豊永利行） | 「騙り鳥」 | 『ディア♥ヴォーカリスト』関連曲                                                   |
| 9月26日  | TAKE A DREAM!!                                                                        | 望月悠馬（島﨑信長）、花房柳（古川慎）、新兎千里（花江夏樹）、獅子丸孝臣（内田雄馬）、針宮藤次（豊永利行）、三毛門紫音（蒼井翔太） | 「TAKE A DREAM!!」 | ゲーム『DREAM!ing』主題歌                                                         |
| 9月28日  | ALIVE SOARA RE:START シリーズ3                                                        | SOARA | 「LIFE IS AMAZING」 | 『ALIVE』関連曲                                                                   |
| 10月10日 | Deep Blue Harmony                                                                     | 七瀬遙（島﨑信長）、橘真琴（鈴木達央）、松岡凛（宮野真守）、椎名旭（豊永利行）、桐嶋郁弥（内山昂輝）、葉月渚（代永翼）、竜ヶ崎怜（平川大輔） | 「Blue Destination」 | テレビアニメ『Free!-Dive to the Future-』エンディングテーマ                       |
| 10月31日 | Free!-Dive to the Future- キャラクターソングミニアルバム Vol.1 Seven to High          | 椎名旭（豊永利行） | 「Take It Easy!!◎」 | テレビアニメ『Free!-Dive to the Future-』関連曲                                   |
| 11月7日  | A3! VIVID WINTER EP                                                                   | 冬組 | 「Precious to us〜僕らの季節〜」 | ゲーム『A3!』関連曲                                                               |
| 12月26日 | Free!-Dive to the Future- キャラクターソングミニアルバム Vol.2 Close Up Memories      | 椎名旭（豊永利行）、竜ヶ崎怜（平川大輔） | 「奇跡のなかで生きている」 | テレビアニメ『Free!-Dive to the Future-』関連曲                                   |
| 2019年   |                                                                                       | | |                                                                                   |
| 1月16日  | どっちのkissか、選べよ。                                                              | LIP×LIP feat. 南（豊永利行） | 「小さなライオン」 | Y!mobile キャンペーンソング                                                       |
| 1月25日  | ALIVE SOARA RE:START シリーズ5                                                        | 大原空（豊永利行）、宗像廉（村田太志）、七瀬望（沢城千春） | 「ねてないピエロ」 | 『ALIVE』関連曲                                                                   |
| 1月30日  | 絶頂*エモーション                                                                     | B-PROJECT | 「絶頂*エモーション」 | テレビアニメ『B-PROJECT〜絶頂*エモーション〜』オープニングテーマ                  |
| 1月30日  | 絶頂*エモーション                                                                     | B-PROJECT | 「光と影の時結ぶ」 | テレビアニメ『B-PROJECT〜絶頂*エモーション〜』エンディングテーマ                  |
| 3月13日  | Secret Scarlet 〜ゆめライブCD 藤次&紫音〜                                             | 針宮藤次（豊永利行）、三毛門紫音（蒼井翔太） | 「Secret Scarlet」 「FREEDOM（藤次・紫音ver.）」 「FREEDOM（紫音・藤次ver.）」 「グンナイ☆HONEY（藤次・紫音ver.）」 「グンナイ☆HONEY（紫音・藤次ver.）」 | ゲーム『DREAM!ing』関連曲                                                         |
| 3月13日  | 「アイドルファンタジー」Songs「LuCer」【liveD】 / Moonlight Phantom                   | LuCer/須皇玲(小野賢章)、橋爪大牙(土屋神葉)、竜崎紫遠(豊永利行) | 「【liveD】」 | ゲーム『IDOL FANTASY – アイドルファンタジー –』関連曲 配信のみ                    |
| 3月13日  | 「アイドルファンタジー」Songs「LuCer」【liveD】 / Moonlight Phantom                   | 竜崎紫遠(豊永利行) | 「【liveD】(竜崎 紫遠 Ver.)」 「Moonlight Phantom」 | ゲーム『IDOL FANTASY – アイドルファンタジー –』関連曲 配信のみ                    |
| 3月17日  | Welcome to the GLORIA! (アプリゲーム「B-PROJECT 快感*エブリディ」挿入歌) - Single     | THRIVE | 「Welcome to the GLORIA! 」 | アプリゲーム『B-PROJECT 快感*エブリディ』挿入歌                                   |
| 3月20日  | アイ★チュウ BEST ALBUM アイ盤                                                         | F∞F | 「higher,HighER,HIGHER!」 | ゲーム『アイ★チュウ』関連曲                                                       |
| 3月27日  | BLACK OUT/HAPPY ENTERTAINER 〜ゆめライブCD 黒寮VS白寮〜                               | 望月悠馬（島﨑信長）、花房柳（古川慎）、新兎千里（花江夏樹）、獅子丸孝臣（内田雄馬）、針宮藤次（豊永利行）、三毛門紫音（蒼井翔太）、虎澤一生（深町寿成）、浅霧巳影（立花慎之介）、柴咲真也（山口智広）、白華時雨（小林裕介）、竜ヶ崎仁（武内駿輔）、槙千鶴（土岐隼一）、志部谷幽（畠中祐）、牛若湊（中島ヨシキ）、久磨凛太朗（柿原徹也）、ビアンキ由仁（天野七瑠） | 「TAKE A DREAM!!（特進生集合Ver.）」 | ゲーム『DREAM!ing』関連曲                                                         |
| 3月27日  | 夢色キャスト Vocal Collection 4〜Dreaming of Next Stage〜                             | 橘蒼星（豊永利行） | 「Dark Side's JUDGMENT」 | ゲーム『夢色キャスト』関連曲                                                      |
| 3月27日  | 夢色キャスト Vocal Collection 4〜Dreaming of Next Stage〜                             | 朝日奈響也（逢坂良太）、藤村伊織（花江夏樹）、橘蒼星（豊永利行）、桜木陽向（上村祐翔）、新堂カイト（林勇）、雨宮仁（小野友樹）、城ヶ崎昴（畠中祐） | 「悲劇の炎」 | ゲーム『夢色キャスト』関連曲                                                      |
| 3月27日  | B-PROJECT〜絶頂*エモーション〜 BD・DVD第1巻特典CD                                     | THRIVE、KiLLER KiNG | 「Juggler」 | テレビアニメ『B-PROJECT〜絶頂*エモーション〜』挿入歌                              |
| 3月29日  | ALIVE SOARA RE:START シリーズ6                                                        | SOARA | 「幸せのプロローグ」 | キャラクターCD『ALIVE』関連曲                                                     |
| 5月15日  | ピタゴラスプロダクション GALACTI9★SONGシリーズ #6「ポートレイト」牧島シャイ           | 牧島シャイ（豊永利行） | 「ポートレイト」 「パルコ（Shy Ver.）」 | 『MARGINAL#4』関連曲                                                              |
| 5月29日  | B-PROJECT〜絶頂*エモーション〜 BD・DVD第3巻特典CD                                     | THRIVE | 「光と影の時結ぶ」 | テレビアニメ『B-PROJECT〜絶頂*エモーション〜』エンディングテーマ                  |
| 5月29日  | B-PROJECT〜絶頂*エモーション〜 BD・DVD第3巻特典CD                                     | THRIVE | 「YOLO 〜Act Now〜」 | テレビアニメ『B-PROJECT〜絶頂*エモーション〜』挿入歌                              |
| 7月17日  | ACTORS 5th Anniversary Edition                                                        | 麻布汐（豊永利行） | 「月・影・舞・華（リアレンジ）」 | 『ACTORS』関連曲                                                                  |
| 7月24日  | A3! BRIGHT WINTER EP                                                                  | 冬組 | 「Ever☆Blooming!」 | ゲーム『A3!』関連曲                                                               |
| 8月28日  | B-PROJECT〜絶頂*エモーション〜 BD・DVD第6巻特典CD                                     | B-PROJECT | 「あえて言葉にするなら」 | テレビアニメ『B-PROJECT〜絶頂*エモーション〜』挿入歌                              |
| 10月30日 | Welcome to the GLORIA!                                                                | THRIVE | 「Welcome to the GLORIA!」 「SECRET CODE」 | 『B-PROJECT』関連曲                                                               |
| 11月6日  | ラフラフ！-laugh life- 3rd Round                                                      | Corner Craver | 「Performers' Anthem」 | 『ラフラフ！-laugh life-』関連曲                                                  |
| 11月6日  | GETUP! GETLIVE! Steam Rising                                                          | 上原淳也（花江夏樹）、東沢楓（西山宏太朗）、町田瀬那（豊永利行）、大野虎之助（石川界人）、喜多見蓮（阿座上洋平）、狛江一馬（熊谷健太郎） | 「GET UP! GET LIVE!」 | 『GETUP! GETLIVE!』テーマソング                                                   |
| 11月20日 | ディア♥ヴォーカリスト Evolve エントリーNo.5 モモチ                                    | MOMOCHI（豊永利行） | 「紅蓮心中」 「V」 | 『ディア♥ヴォーカリスト』関連曲                                                   |
| 12月18日 | A3! MIX SEASONS LP                                                                    | ジョージ［有栖川誉（豊永利行）］、ティム［三好一成（小澤廉）］ | 「彗星とサーカス王」 | ゲーム『A3!』関連曲                                                               |
| 2020年   |                                                                                       | | |                                                                                   |
| 1月15日  | 好きすぎてやばい。〜告白実行委員会キャラクターソング集〜                              | HoneyWorks feat. 南（豊永利行） | 「告白してもいいですか」 「映えラヴ」 | 『告白実行委員会〜恋愛シリーズ〜』関連曲                                          |
| 2月12日  | Paradox Live Opening Show                                                             | cozmez | 「Where They At」 | キャラクターCD『Paradox Live』関連曲                                              |
| 3月25日  | KING of CASTE〜Bird in the Cage〜                                                     | B-PROJECT | 「Who is the King?」 | ドラマCD『KING of CASTE〜Bird in the Cage〜』挿入歌                               |
| 3月25日  | KING of CASTE〜Bird in the Cage〜 獅子堂高校ver.                                      | 獅子堂高校 | 「I for you」 | ドラマCD『KING of CASTE〜Bird in the Cage〜』挿入歌                               |
| 3月25日  | ピタゴラスインフィニティソロベスト”L”(4+2+3=9)∞                                       | LAGRANGE POINT | 「CAFUNÉ」 | 『LAGRANGE POINT』関連曲                                                          |
| 3月31日  | Paradox Live Stage Battle "DESIRE"                                                    | cozmez | 「Get it」 | キャラクターCD『Paradox Live』関連曲                                              |
| 6月19日  | ピタゴラスプロダクション ONE DREAM 2020 3rd「サジタリウス」                           | NEBULAS | 「サジタリウス」 | 『MARGINAL#4』関連曲                                                              |
| 6月24日  | ピオフィオーレの晩鐘 Character CD Vol.5 オルロック                                    | オルロック（豊永利行） | 「Cuore」 | ゲーム『ピオフィオーレの晩鐘』関連曲                                              |
| 7月22日  | From a Spicy Peak                                                                     | EROSION | 「(INTRO) Vigilante」 「From a Spicy Peak」 「Underdogs」                                                                                                | 『CARNELIAN BLOOD』関連曲                                                         |
| 8月7日   | ピタゴラスプロダクション ONE DREAM 2020 4th「リトルジャーニー」                       | NEBULAS | 「リトルジャーニー」 | 『MARGINAL#4』関連曲                                                              |
| 8月26日  | ヒロインたるもの！ feat. 涼海ひより/1%の恋人 feat. 南                                 | HoneyWorks feat. 南（豊永利行） | 「1%の恋人」 | ゲーム『HoneyWorks Premium Live』オープニングテーマ                               |
| 8月28日  | Dear Dreamer, ver.SOARA                                                               | SOARA | 「Dear Dreamer,」 | テレビアニメ『TSUKIPRO THE ANIMATION』関連曲                                      |
| 9月2日   | Rise Sunshine                                                                         | 鳳アキラ（豊永利行）、ブラッド・ビームス（羽多野渉） | 「Rise Sunshine」 | ゲーム『エリオスライジングヒーローズ』主題歌                                      |
| 9月2日   | Paradox Live Stage Battle "FAMILY"                                                    | cozmez | 「This Is My Love」 | キャラクターCD『Paradox Live』関連曲                                              |
| 9月23日  | Aspiration                                                                            | EROSION | 「(INTRO) Lighthouse」 「Aspiration」 「The Oath」 | 『CARNELIAN BLOOD』関連曲                                                         |
| 10月7日  | Wrap Wrap                                                                             | THRIVE | 「Wrap Wrap」 「I'm your Ghost」 | 『B-PROJECT』関連曲                                                               |
| 10月7日  | HELIOS Rising Heroes エンディングテーマ Vol.1                                         | サウスセクター | 「LIVE THE MOMENT」 | ゲーム『エリオスライジングヒーローズ』エンディングテーマ                          |
| 10月30日 | ナナツハナ 中篇                                                                       | 械（浅沼晋太郎）、林檎（豊永利行） | 「緋い羽車」 | ドラマCD『ナナツハナ』関連曲                                                      |
| 10月30日 | ナナツハナ 中篇                                                                       | 林檎（豊永利行） | 「緋い羽車 林檎篇」 | ドラマCD『ナナツハナ』関連曲                                                      |
| 11月25日 | ZERO LIMIT/Thawing                                                                    | 冬組 | 「Thawing」 | テレビアニメ『A3!』エンディングテーマ                                             |
| 11月25日 | RAD HEAD                                                                              | EROSION | 「RAD HEAD」 「Get Out!!!!!」 「(Outro) Sham'ing」 | 『CARNELIAN BLOOD』関連曲                                                         |
| 11月25日 | Paradox Live Exhibition Show                                                          | cozmez | 「Back Off」 | キャラクターCD『Paradox Live』関連曲                                              |
| 11月25日 | Paradox Live Exhibition Show -cozmez-                                                 | cozmez feat. SKY-HI | 「Good Time」 | キャラクターCD『Paradox Live』関連曲                                              |
| 12月2日  | Supernova                                                                             | B-PROJECT | 「Supernova Explosion」 | 『B-PROJECT』関連曲                                                               |
| 12月2日  | Supernova 守護部零壱獣脚隊ver.                                                        | 守護部零壱獣脚隊 | 「ROAR」 | 『B-PROJECT』関連曲                                                               |
| 12月2日  | ラフラフ！-Laugh Life- Final Round                                                    | Geraxy、Ridiculs、Corner Craver | 「Laugh or Die」 | 『ラフラフ！-laugh life-』関連曲                                                  |
| 12月23日 | OUVERTURE                                                                             | F∞F | 「ジュエリーダスト」 | ゲーム『アイ★チュウ Étoile Stage』関連曲                                          |
| 12月25日 | 華Doll*2nd season INCOMPLICA:IU 〜Univers〜                                           | Loulou*di | 「Empty Dream」 「Addictive Whispering」 | キャラクターCD『華Doll*』関連曲                                                   |
| 2021年   |                                                                                       | | |                                                                                   |
| 1月6日   | ACTORS – Deluxe Dream Edition –                                                       | 音之宮朔（梶原岳人）、麻布汐（豊永利行） | 「だれかの心臓になれたなら」 | キャラクターCD『ACTORS』関連曲                                                    |
| 1月27日  | Paradox Live Stage Battle "LOVE"                                                      | cozmez | 「Ain't No Love」 | キャラクターCD『Paradox Live』関連曲                                              |
| 2月10日  | 劇場版「美少女戦士セーラームーンEternal」 キャラクターソング集 Eternal Collection     | タイガーズ・アイ（日野聡）、ホークス・アイ（豊永利行）、フィッシュ・アイ（蒼井翔太） | 「ドリームズ・アイ」 | 劇場アニメ『劇場版 美少女戦士セーラームーンEternal』関連曲                        |
| 2月24日  | 一番星                                                                                | アイチュウ | 「一番星の歌〜未来のレジェンド伝説〜」 | テレビアニメ『アイ★チュウ』オープニングテーマ                                     |
| 2月26日  | ALIVE Neo X Lied vol.1 空&昂輝                                                        | 大原空（豊永利行）、衛藤昂輝（土岐隼一） | 「上昇気流」 | キャラクターCD『ALIVE』関連曲                                                     |
| 3月31日  | Paradox Live 1st album "TRAP"                                                         | cozmez | 「Runnin'」 | キャラクターCD『Paradox Live』関連曲                                              |
| 3月31日  | Paradox Live 1st album "TRAP"                                                         | BAE、The Cat's Whiskers、cozmez、悪漢奴等 | 「Rap Guerrilla -Paradox Live All ARTISTS-」 | キャラクターCD『Paradox Live』関連曲                                              |
| 5月21日  | アオペラ -aoppella!?-                                                                 | FYA'M' | 「Think About U」 | 『アオペラ -aoppella!?-』関連曲                                                   |
| 5月26日  | ディア♥ヴォーカリスト Raving Beats!!! Veronica                                        | MOMOCHI（豊永利行） | 「魔言の愛」 「讃歌」 「噂の滅子さん」 | 『ディア♥ヴォーカリスト』関連曲                                                   |
| 5月26日  | DIG-ROCK ―dice― Type:HR                                                               | HOUND ROAR［交野響（豊永利行）］ | 「ROAR」 | キャラクターCD『DIG-ROCK』関連曲                                                  |
| 5月28日  | ALIVE「CARDS」シリーズ 3巻 SOARA「HEART」                                             | SOARA | 「ハートライン」 「心気楼」 | キャラクターCD『ALIVE』関連曲                                                     |
| 6月23日  | syndrome                                                                              | HOUND ROAR［交野響（豊永利行）］ | 「syndrome」 | キャラクターCD『DIG-ROCK』関連曲 配信のみ                                         |
| 6月25日  | 華Doll* 2nd season INCOMPLICA:IU〜Univers〜                                           | Loulou*di | 「Final Direction」 「Butterfly Knife」 | キャラクターCD『華Doll*』関連曲                                                   |
| 6月30日  | What is mine                                                                          | EROSION | 「What is mine」 | 『CARNELIAN BLOOD』関連曲                                                         |
| 6月30日  | What is mine 5-Vocal-Band Ecstasy Ver.                                                | EROSION | 「The Sun Also Rises」 | 『CARNELIAN BLOOD』関連曲                                                         |
| 6月30日  | What is mine 5-Vocal-Actors Crazy Ver.                                                | EROSION | 「CRIER!! CRIER!!」 | 『CARNELIAN BLOOD』関連曲                                                         |
| 7月9日   | Gonna Be Alright                                                                      | SOARA | 「Gonna Be Alright」 | テレビアニメ『TSUKIPRO THE ANIMATION 2』主題歌                                    |
| 7月21日  | Paradox Live 2nd album "LIVE"                                                         | cozmez | 「Better Dayz」 | キャラクターCD『Paradox Live』関連曲                                              |
| 7月28日  | ファビュラスナイト Host-Song Reservation -Violet- ネオバサラ                          | 皇麗夢（豊永利行）、社（田所陽向）、眠兎（堀江瞬） | 「RANCHiKi feat. CLUB NEO BASARA」 | 『ファビュラスナイト』関連曲                                                      |
| 7月28日  | ファビュラスナイト Host-Song Reservation -Violet- ネオバサラ                          | 皇麗夢（豊永利行） | 「徒花無惨」 | 『ファビュラスナイト』関連曲                                                      |
| 8月25日  | HELIOS Rising Heroes エンディングテーマ Vol.5                                         | 鳳アキラ（豊永利行）、ウィル・スプラウト（近藤隆）、如月レン（石谷春貴） | 「繋がるWinding Days」 | ゲーム『エリオスライジングヒーローズ』エンディングテーマ                          |
| 9月15日  | GETUP! GETLIVE! For seasoning                                                         | 上原淳也（花江夏樹）、東沢楓（西山宏太朗）、町田瀬那（豊永利行）、大野虎之助（石川界人）、喜多見蓮（阿座上洋平）、狛江一馬（熊谷健太郎）、早島雷（天﨑滉平）、早島央（梶原岳人） | 「OWARAI BANZAI」 | 『GETUP! GETLIVE!』テーマソング                                                   |
| 9月24日  | アオペラ -aoppella!?-2                                                                | FYA'M' | 「Come on up, Baby」 | 『アオペラ -aoppella!?-』関連曲                                                   |
| 9月29日  | Paradox Live Shuffle Team Show vol.1                                                  | 屋上のトモダチ | 「Rooftop」 | キャラクターCD『Paradox Live』関連曲                                              |
| 9月29日  | Paradox Live Shuffle Team Show vol.1                                                  | Lollipop*universe | 「Jumping In to My World」 | キャラクターCD『Paradox Live』関連曲                                              |
| 10月4日  | Blast it! -Short Ver.-                                                                | RE-O-DO（増田俊樹）、JOSHUA（島﨑信長）、JUDAH（斉藤壮馬）、2(YOU)（花江夏樹）、MOMOCHI（豊永利行）、A'（木村良平） | 「Blast it! -Short Ver.-」 | 『ディア♥ヴォーカリスト』関連曲                                                   |
| 10月27日 | Paradox Live Shuffle Team Show vol.2                                                  | 48 & cozmez | 「Rats & Nobles」 | キャラクターCD『Paradox Live』関連曲                                              |
| 10月27日 | 流星*ファンタジア                                                                     | B-PROJECT | 「流星*ファンタジア」 「Blue period」 「Seize your light」                                                                                               | ゲーム『B-PROJECT 流星*ファンタジア』主題歌                                       |
| 10月27日 | Daybreak Horizon                                                                      | 鳳アキラ（豊永利行）、ブラッド・ビームス（羽多野渉） | 「Daybreak Horizon」 | ゲーム『エリオスライジングヒーローズ』主題歌                                      |
| 10月29日 | TSUKIPRO THE ANIMATION2 BD・DVD第1巻特典CD                                            | SOARA | 「LET IT BE」 | テレビアニメ『TSUKIPRO THE ANIMATION2』エンディングテーマ                         |
| 11月17日 | B with U ダイコクver.                                                                 | THRIVE、MooNs | 「Love Union」 | 『B-PROJECT』関連曲                                                               |
| 11月17日 | B with U ブレイブver.                                                                 | THRIVE | 「Feeling Good」 | 『B-PROJECT』関連曲                                                               |
| 11月24日 | KAEDE                                                                                 | ZiN［清矢蒼（豊永利行）］ | 「KAEDE」 「LIFE」 | 『Live us』関連曲                                                                 |
| 11月24日 | DIG-ROCK HOUND ROAR Vol.1                                                             | HOUND ROAR［交野響（豊永利行）］ | 「Eyes」 | キャラクターCD『DIG-ROCK』関連曲                                                  |
| 2022年   |                                                                                       | | |                                                                                   |
| 1月28日  | TSUKIPRO THE ANIMATION2 BD・DVD第3巻特典CD                                            | 大原空（豊永利行）、宗像廉（村田太志）、七瀬望（沢城千春）、世良里津花（花江夏樹）、村瀬大（梅原裕一郎）、和泉柊羽（武内駿輔）、堀宮英知（西山宏太朗） | 「神解けに当たる時」 | テレビアニメ『TSUKIPRO THE ANIMATION2』エンディングテーマ                         |
| 2月10日  | アオペラ -aoppella!?-3                                                                | FYA'M' | 「Let it snow, Let it snow, Let it snow」 | 『アオペラ -aoppella!?-』関連曲                                                   |
| 3月25日  | TSUKIPRO THE ANIMATION2 BD・DVD第5巻特典CD                                            | SOARA | 「ひみつのトレジャー」 | テレビアニメ『TSUKIPRO THE ANIMATION2』エンディングテーマ                         |
| 4月29日  | TSUKIPRO THE ANIMATION2 BD・DVD第6巻特典CD                                            | 大原空（豊永利行）、藤村衛（寺島惇太）、篁志季（江口拓也）、和泉柊羽（武内駿輔） | 「Element」 | テレビアニメ『TSUKIPRO THE ANIMATION2』エンディングテーマ                         |
| 6月15日  | アオペラ -aoppella!?- 1st ALBUM -A-                                                   | リルハピ、FYA'M' | 「アオペラの「ア」-introduction song-」 | 『アオペラ -aoppella!?-』関連曲                                                   |
| 6月15日  | アオペラ -aoppella!?- 1st ALBUM -A-                                                   | FYA'M' | 「Follow Me」 | 『アオペラ -aoppella!?-』関連曲                                                   |
| 9月16日  | アオペラ -aoppella!?-4                                                                | FYA'M' | 「Voice, Heart, Body & Soul」 | 『アオペラ -aoppella!?-』関連曲                                                   |
| 11月23日 | 「ディア♥ヴォーカリスト Unlimited」エントリーNo.5 Veronica                            | MOMOCHI（豊永利行） | 「カレヰド」 「夜香花」 | 『ディア♥ヴォーカリスト』関連曲                                                   |
| 12月21日 | ポプテピピック ALL TIME BEST 3                                                        | ポプ子（豊永利行）、ピピ美（浅沼晋太郎） | 「Shining Shoulder」 | テレビアニメ『ポプテピピック TVアニメーション作品第二シリーズ』挿入歌             |
| 2023年   |                                                                                       | | |                                                                                   |
| 3月15日  | ねぇ、好きって痛いよ。 〜告白実行委員会キャラクターソング集〜                         | HoneyWorks feat. 南（豊永利行） | 「彼氏の資格」 | 『告白実行委員会〜恋愛シリーズ〜』関連曲                                          |
| 4月21日  | アオペラ -aoppella!?-5                                                                | FYA'M' | 「カラフル」 | 『アオペラ -aoppella!?-』関連曲                                                   |
| 9月27日  | アオペラ -aoppella!?-5.5                                                              | リルハピ、FYA'M'、VadLip | 「5+6+6=Voice to Voice」 | 『アオペラ -aoppella!?-』関連曲                                                   |
| 9月27日  | アオペラ -aoppella!?-5.5                                                              | FYA'M' | 「5+6+6=Voice to Voice -Do The FYA'M'-」 | 『アオペラ -aoppella!?-』関連曲                                                   |

### 提供楽曲
| 楽曲         | アーティスト         | 備考                                    |
| ------------ | -------------------- | --------------------------------------- |
| 新世代行進曲 | 上村祐翔             | DJCD 神あそラジオ Vol.2                 |
| little world | 聖辺ルリ（CV藤田咲） | テレビアニメ『デュラララ!!×2 承』挿入歌 |
| 僕の居場所   | 小野友樹             |                                         |

## ライブ
| 出演日                      | タイトル                                                                         | 会場 |
| --------------------------- | -------------------------------------------------------------------------------- | --- |
| 2015年10月25日              | 豊永利行 1st LIVE -Today you laugh-                                              | 新宿ReNY（東京） |
| 2015年12月12日・19日        | Original Entertainment Paradise 2015 UNITED FLAG                                 | 神戸ワールド記念ホール（兵庫） 両国国技館（東京）                                                                      |
| 2016年12月24日              | 豊永利行 2nd LIVE -Singing CROWN. Dancing CLOWN.-                                | 豊洲PIT（東京） |
| 2017年7月15日               | Original Entertainment Paradise -おれパラ- 10th Anniversary 〜ORE!!SUMMER〜 DAY1 | 富士急ハイランド・コニファーフォレスト（山梨）                                                                         |
| 2017年12月24日              | 豊永利行アコースティックライブ2017 ★メルマガの皆さまへ。メリクリ★                | スパイラルホール（東京）                                                                                               |
| 2018年4月28日               | 豊永利行ライブツアー「With my LIFE」 〜バースデーパーティ〜                      | 江戸川区総合文化センター（東京）                                                                                       |
| 2018年5月4日・5日・ 7月29日 | 豊永利行ライブツアー「With my LIFE」                                             | - 東海市芸術劇場（愛知） - メルパルク大阪（大阪） 舞浜アンフィシアター（千葉）                                         |
| 2019年3月31日               | 小松未可子 自主企画ツーマンライブ「Humming Maps Vol.3」Guest：豊永利行           | EX THEATER ROPPONGI（東京）                                                                                            |
| 2019年5月2日･3日･6日        | 豊永利行ライブツアー「光」                                                       | - あましんアルカイックホール（兵庫） - 日本特殊陶業市民会館 フォレストホール（愛知） - 市川市文化会館 大ホール（千葉） |
| 2019年8月4日                | SCREEN mode Summer Live 2019 Laughing Stars (Guest:豊永利行）                    | shimokitazawa GARDEN（東京）                                                                                           |
| 2019年9月14日               | アニエラフェスタ2019                                                             | 佐久市駒場公園（長野）                                                                                                 |
| 2019年12月21日・22日        | Original Entertainment Paradise 2019 ～WA!!!!～                                  | 両国国技館（東京） |
| 2020年9月20日               | Original Entertainment Paradise 「おれパラPRESENTS ORE!!SUMMER 2020」DAY2        | 富士急ハイランド・コニファーフォレスト（山梨）※無観客生配信のみに変更                                                  |
| 2020年9月26日               | LisOeuf♪ Party 2020 -AUTUMN-                                                     | パシフィコ横浜 国立大ホール（神奈川）                                                                                  |
| 2021年5月1日・3日           | 豊永利行ライブ「表裏一体」                                                       | 無観客配信 |
| 2022年1月30日               | 豊永利行ライブ「Relation.Link」                                                  | harevutai |
| 2022年8月30日               | 豊永利行ライブ「BEST!! 〜音楽は日々の人生だ 道化にも光はあたり繋がれる〜」       | LINE CUBE SHIBUYA |
| 2022年12月18日              | Original Entertainment Paradise 2022 THIS 15 IT                                  | 両国国技館（東京） |
| 2023年3月 5日               | ONO DAISUKE LIVE TOUR 2023 "DEL SOL"                                             | 高知県民文化ホール（高知）                                                                                             |

## 書籍
- 豊永利行写真集「MULTICOLORED」（2015年、STUDIO WARP）
- 豊永利行限定写真集「Multicolored」（2015年、STUDIO WARP）※1000冊限定